# Целіковська Тамара Олексіївна
Целіко́вська Тама́ра Олексі́ївна ( (17 листопада 1935 , Єлець, Липецька область, РСФРР, СРСР  — 12 липня 2019 , Київ ) — український архітектор, член Спілки архітекторів України з 1969 року, заслужений архітектор України (1995).

## Біографія
Народилася в 1935 році в місті Єлець Липецької області, РРФСР. У 1953–1959 роках навчалась на архітектурному факультеті Київського інженерно-будівельного інституту. 
У 1959–1963 роках працювала в Науково-дослідному інституті будівельних конструкцій Академії будівництва і архітектури УРСР (НДІБК АБіА УРСР). 
З 1963 року — архітектор проєктного інституту «Київметропроект» — Київської філії проектно-вишукувального інституту «Метродіпротранс». У 1994 році інститут «Київметропроект» перейменовано на ДП «ПІ Укрметротунельпроект», у якому працювала до 2014 року на посадах начальника архітектурно-планувальної майстерні та головного архітектора проєкту.
Померла 12 липня 2019 року після важкої тривалої хвороби. 

## Наукова та суспільна діяльність
У 1960 році як молодший науковий співробітник НДІБК АБіА УРСР брала участь у розробці «Инструкции по применению стеновых конструкций из эффективной керамики» (РСН 71-61), затвердженої Державним комітетом Ради Міністрів УРСР у справах будівництва 11 грудня 1961 року.
Є співавтором книги «Київський метрополітен» (1976 рік, друге видання в 1980 році, разом із Ф. М. Зарембою і М. В. Марченком). Член Національної спілки архітекторів України (з 1991 року) і Спілки архітекторів СРСР (з 1969 року). У 1980–1987 роках у складі групи спеціалістів інституту «Київметропроект» консультувала болгарських архітекторів по проєктуванню метрополітену в м. Софії.
У 1985–1990 роках — секретар Київського відділення Спілки архітекторів СРСР.

## Творчий доробок
Архітектор — автор проєктів (у складі творчих колективів):
- Одеський морський вокзал, комплекс споруд по обслуговуванню пасажирів (1968; спільно з архітекторами І. Л. Масленковим, В. С. Богдановським);
- шахтні ліфтопідйомники в Криму в санаторіях «Україна», «Парус» (1966–1969), «Нижня Ореанда» (1995–2000); проєкти — у санаторіях «Кострополь», «Соснова роща», «Імені Куйбишева» (1968);
- ескалаторний підйомник від морського вокзалу до Приморського бульвару біля Потьомкінських сходів, м. Одеса (1971; спільно з архітекторами І. Л. Масленковим, В. С. Богдановським);
- автотранспортний тунель у Криму на трасі Севастополь — Ялта, гора Дракон (Ай-Юрі) (1972);
- автотранспортний тунель у Дніпропетровську (1968–1970).

Архітектор — автор проєктів станцій Київського метрополітену (у складі авторських колективів):
- «Чернігівська» (1968; колишня назва «Комсомольська»; спільно з архітекторами І. Л. Масленковим, В. С. Богдановським);
- «Берестейська» (1971; колишня назва «Жовтнева»; спільно з архітекторами Б. І. Приймаком, І. Л. Масленковим, В. С. Богдановським, скульптором Б. М. Карловським);
- «Нивки» (1971; спільно з архітекторами Б. І. Приймаком, І. Л. Масленковим, В. С. Богдановським, художниками-керамістами Н. І. Федоровою, Г. Г. Шарай, Г. С. Севрук);
- «Поштова площа» (1976; спільно з архітекторами В. C. Богдановським, І. Л. Масленковим за участю А. С. Крушинського, художниками І. Г. Левитською, Ю. В. Кисличенком; 2013, капітальний ремонт);
- «Лівобережна» (1976, реконструкція; спільно з архітекторами І. Л. Масленковим, Н. Л. Чуприно́ю; 2015, капітальний ремонт);
- «Лісова» (1979; колишня назва «Піонерська»; спільно з архітекторами І. Л. Масленковим, А. С. Крушинським, Н. Л. Чуприно́ю за участю О. М. Працюка, Ф. М. Заремби, Л. І. Лепехиної, художниками І. Г. Левитською, Ю. В. Кисличенком, Г. Г. Шарай);
- «Тараса Шевченка» (1980; спільно з архітекторами І. Л. Масленковим, А. С. Крушинським, О. М. Працюком, художником О. П. Міловзоровим);
- «Почайна» (1980; колишня назва «Петрівка»; спільно з архітекторами І. Л. Масленковим, А. С. Крушинським, О. М. Працюком, художниками Л. М. Семикіною, С. М. Бароянцем)
- «Оболонь» (1980; колишня назва «Проспект Корнійчука»; спільно з архітекторами А. С. Крушинським, О. М. Працюком, художником П. О. Ганжою)
- «Олімпійська» (1981; колишня назва «Республіканський стадіон»; спільно з архітектором А. С. Крушинським, художником О. П. Міловзоровим);
- «Площа Льва Толстого» (1981, підземний вестибюль; спільно з архітектором А. С. Крушинським);
- «Мінська» (1982, підземний вестибюль (касовий зал); спільно з архітектором А. С. Крушинським);
- «Палац „Україна“» (1984; спільно з архітекторами А. С. Крушинським, М. М. Альошкіним, художниками С. А. Кириченком, Р. С. Кириченком);
- «Либідська» (1984; колишня назва «Дзержинська»; спільно з архітекторами В. I. Єжовим, А. C. Крушинським за участю О. М. Панченка, художниками Е. І. Котковим, М. Г. Бартосіком). З 1994 року станція має статус «щойно виявлений об'єкт культурної спадщини», пам'ятка архітектури та містобудування, монументально-декоративного мистецтва[3][4];
- реконструкция станції «Гідропарк» (1987; спільно з архітекторами К. Н. Качаловим, О. В. Черевко, художником Е. І. Котковим);
- «Театральна» (1987; колишня назва «Ленінська»; спільно з архітекторами М. М. Альошкіним, А. С. Крушинським, скульптором А. В. Кущем);
- «Видубичі» (1991; спільно з художниками О. А. Бородаєм, О. П. Бабаком);
- «Позняки» (1994; спільно з архітекторами В. Л. Гнєвишевим, О. М. Панченком за участю І. Г. Веремовської);
- «Харківська» (1994; спільно з архітектором В. Л. Гнєвишевим);
- «Лук'янівська» (1996; спільно з архітекторами М. М. Альошкіним, В. Л. Гнєвишевим);
- «Львівська брама» (1996–2010; спільно з архітекторами М. М. Альошкіним, В. Л. Гнєвишевим)[5].
- «Печерська» (1997, підземний вестибюль; спільно з архітекторами М. М. Альошкіним, В. Л. Гнєвишевим);
- «Святошин» (1998, реконструкція освітлення);
- «Дорогожичі» (2000; спільно з архітекторами В. Л. Гнєвишевим, М. М. Альошкіним);
- «Житомирська» (2003; спільно з архітекторами М. М. Альошкіним, В. Л. Гнєвишевим за участю О. М. Панченка);
- «Академмістечко» (2003; спільно з архітекторами В. Л. Гнєвишевим, М. М. Альошкіним, А. С. Крушинським);
- «Сирець» (2004; спільно з архітекторами В. Л. Гнєвишевим, О. В. Нашивочніковим за участю К. В. Бадяєвої, Ю. О. Кравченка);
- «Бориспільська» (2005; спільно з архітекторами В. Л. Гнєвишевим, А. П. Юхновським за участю О. В. Нашивочнікова);
- «Вирлиця» (2006; спільно з архітекторами В. Л. Гнєвишевим, О. В. Нашивочніковим, А. П. Юхновським);
- «Червоний хутір» (2008; спільно з архітекторами В. Л. Гнєвишевим, Ю. О. Кравченком за участю К. В. Бадяєвої, А. П. Юхновського);
- «Деміївська» (2010; спільно з архітекторами В. Л. Гнєвишевим, О. В. Нашивочніковим, Є. М. Плащенком за участю О. М. Панченка);
- «Голосіївська» (2010; спільно з архітекторами В. Л. Гнєвишевим, А. П. Юхновським, О. В. Нашивочніковим, Є. М. Плащенком);
- «Васильківська» (2010; спільно з архітекторами В. Л. Гнєвишевим, Є. М. Плащенком, О. В. Нашивочніковим, Ю. О. Кравченком);
- «Виставковий центр» (2011; спільно з архітекторами В. Л. Гнєвишевим, О. В. Нашивочніковим, А. П. Юхновським, Є. М. Плащенком за участю Ю. О. Кравченка, О. М. Панченка);
- «Іподром» (2012; спільно з архітекторами В. Л. Гнєвишевим, Є. М. Плащенком, А. П. Юхновським за участю Г. М. Карасюк, О. М. Панченка);
- «Теремки» (2013; спільно з архітекторами В. Л. Гнєвишевим, О. В. Нашивочніковим, Є. М. Плащенком за участю О. М. Панченка).

Архітектор — автор проєктів станцій Сирецько-Печерської лінії Київського метрополітену (у складі авторських колективів): «Герцена», «Теличка» (1990-ті — 2010-ті роки; спільно з архітекторами М. М. Альошкіним, В. Л. Гнєвишевим).
Архітектор — автор проєктів станцій Подільсько-Вигурівської лінії Київського метрополітену (у складі авторських колективів): «Глибочицька», «Подільська», «Суднобудівна», «Труханів острів», «Затока Десенка», «Райдужна» (2000-ні — 2010-ті роки; спільно з архітекторами В. Л. Гнєвишевим, Є. М. Плащенком, О. В. Нашивочніковим, А. П. Юхновським, О. М. Панченком, Ф. М. Зарембою).

## Зображення

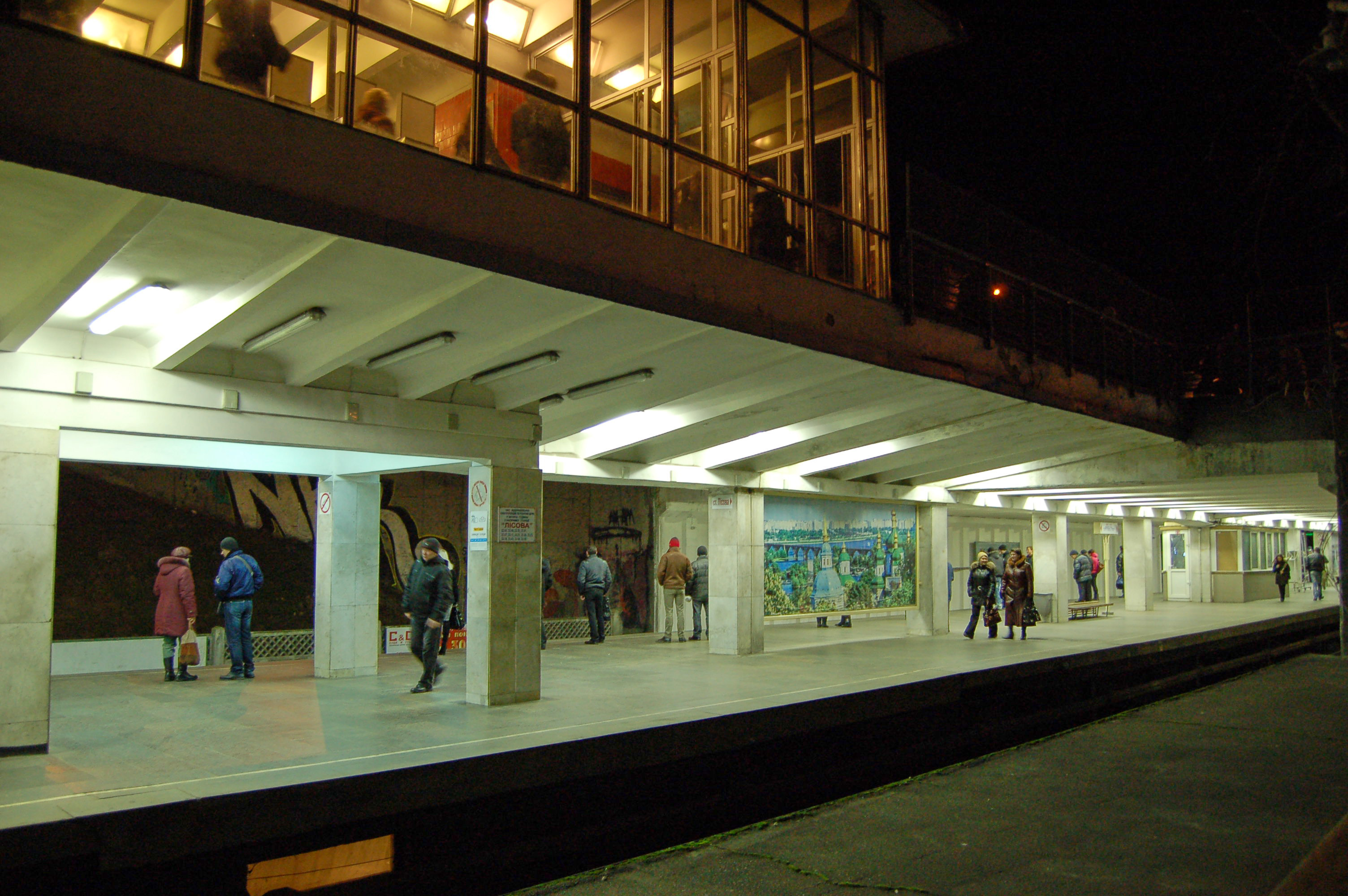
«Чернігівська»
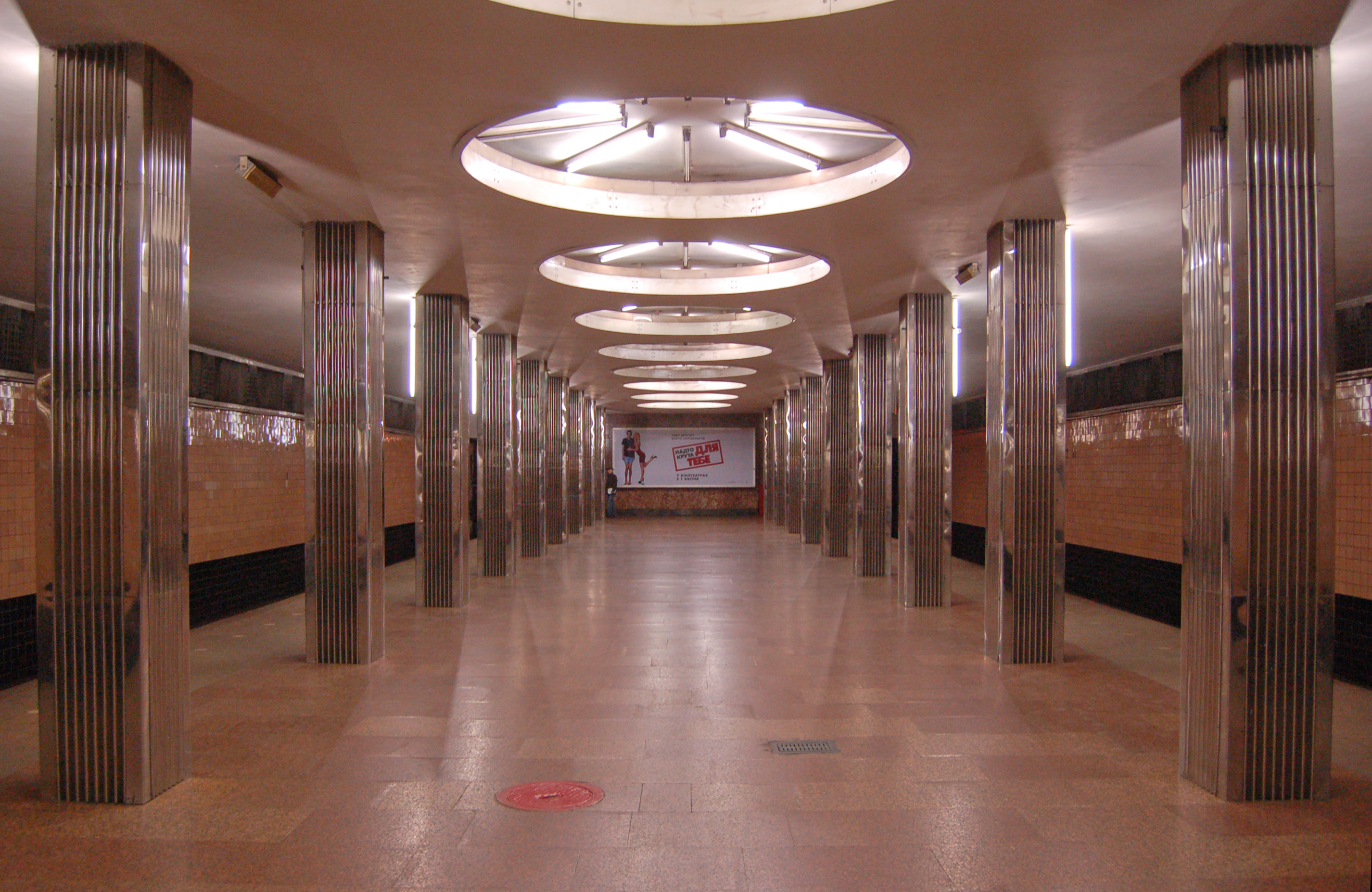
«Берестейська»
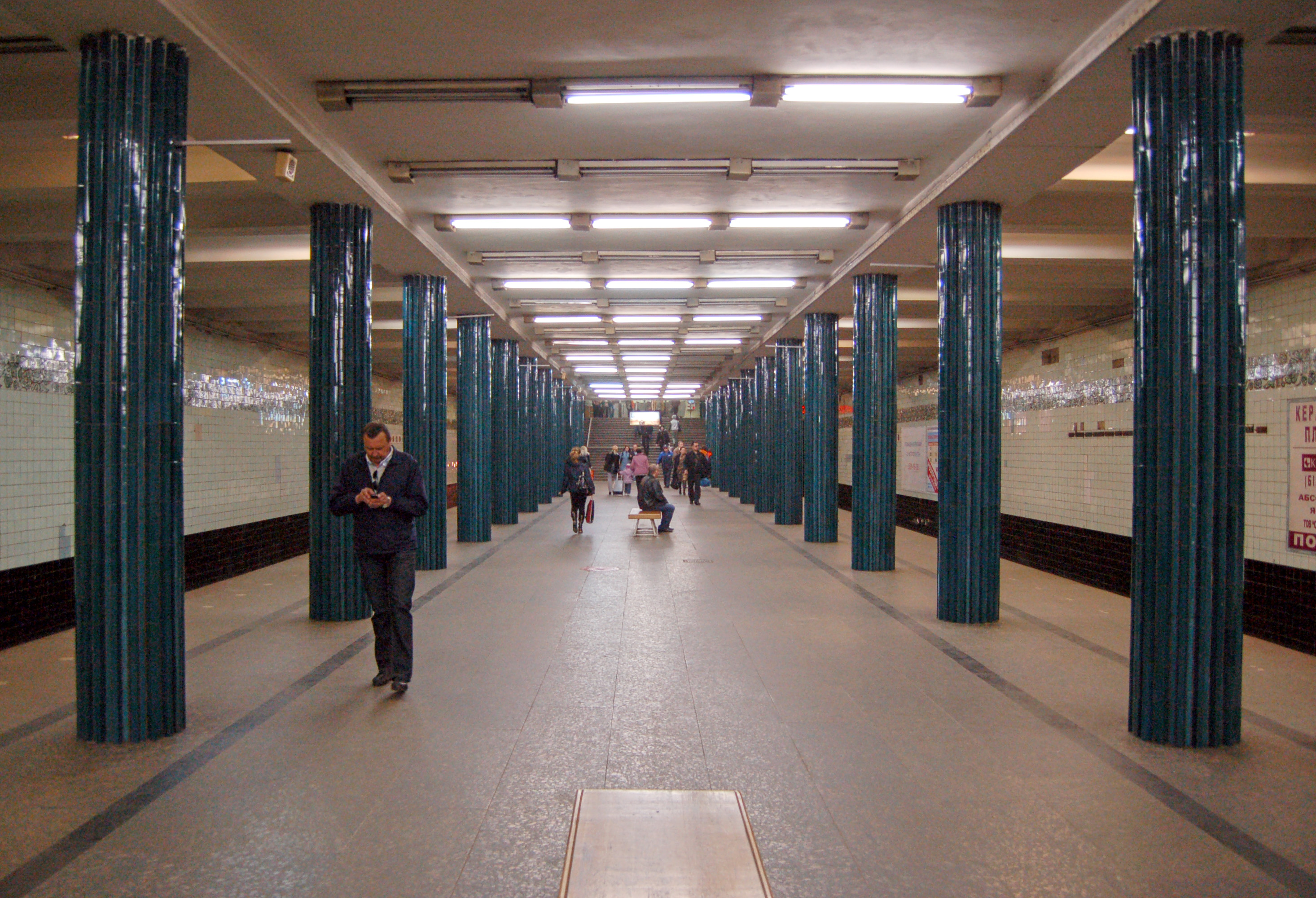
«Нивки»
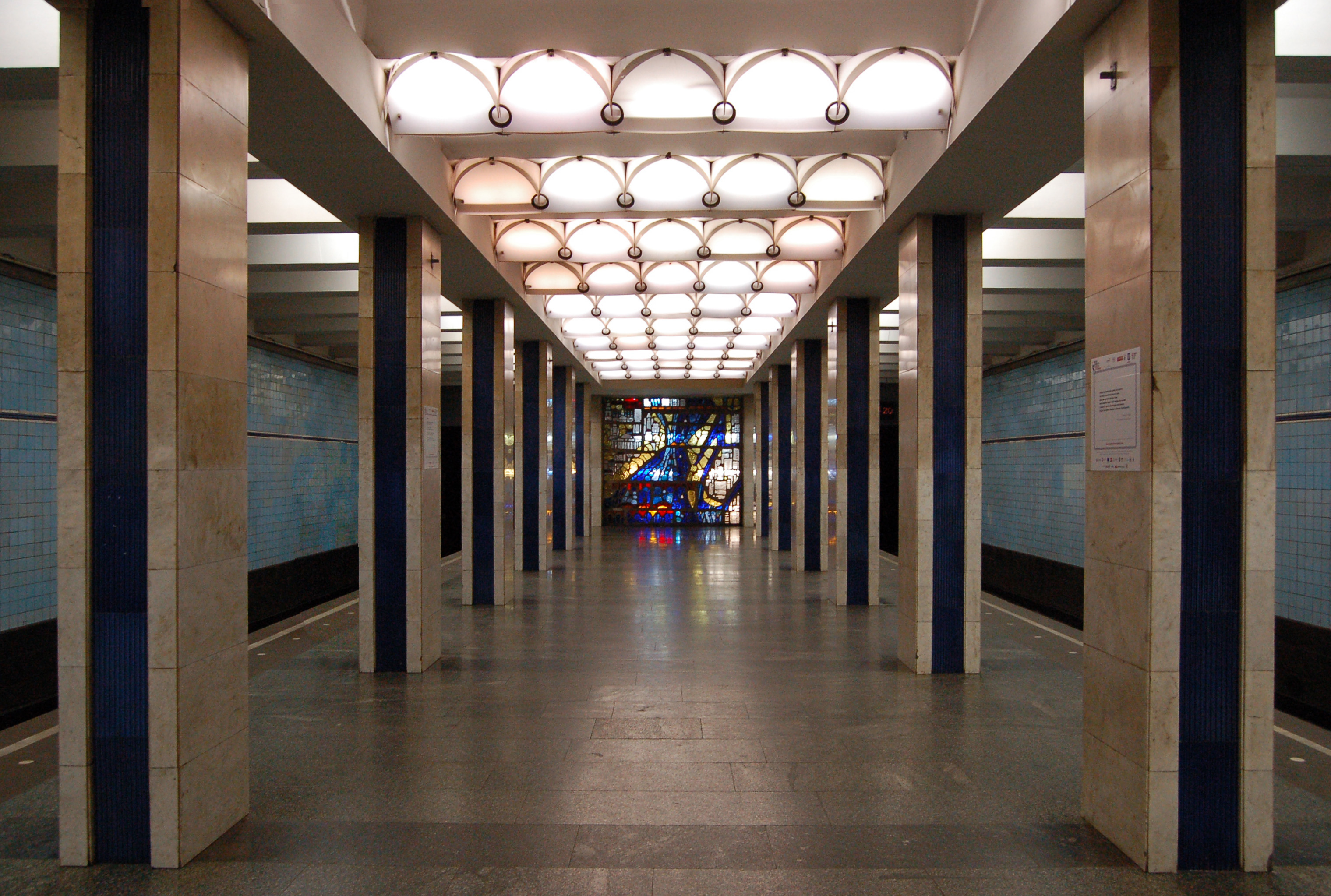
«Поштова площа»
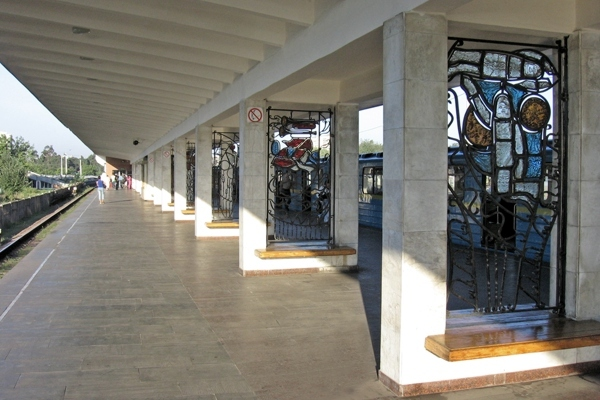
«Лісова»
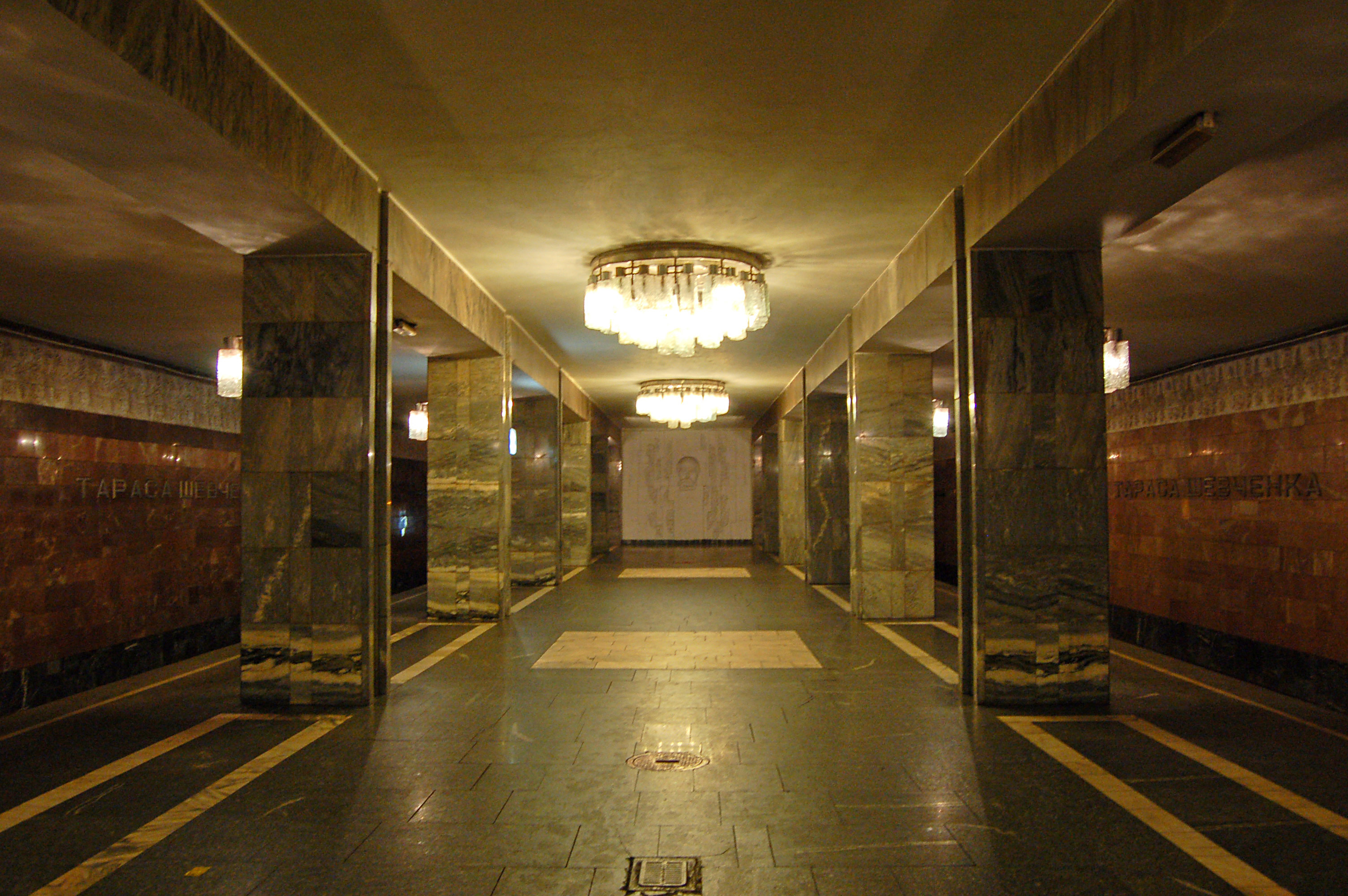
«Тараса Шевченка»
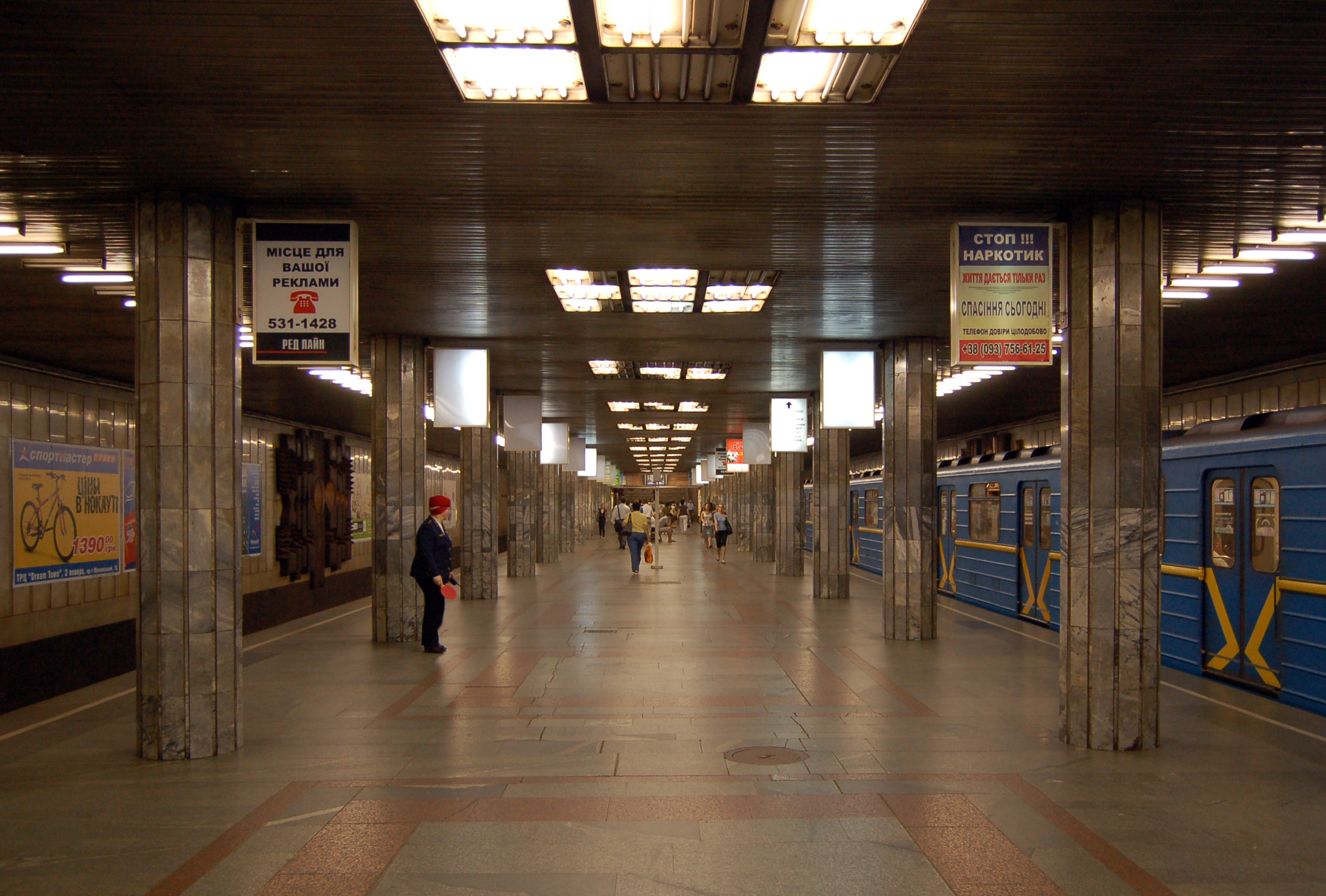
«Почайна»
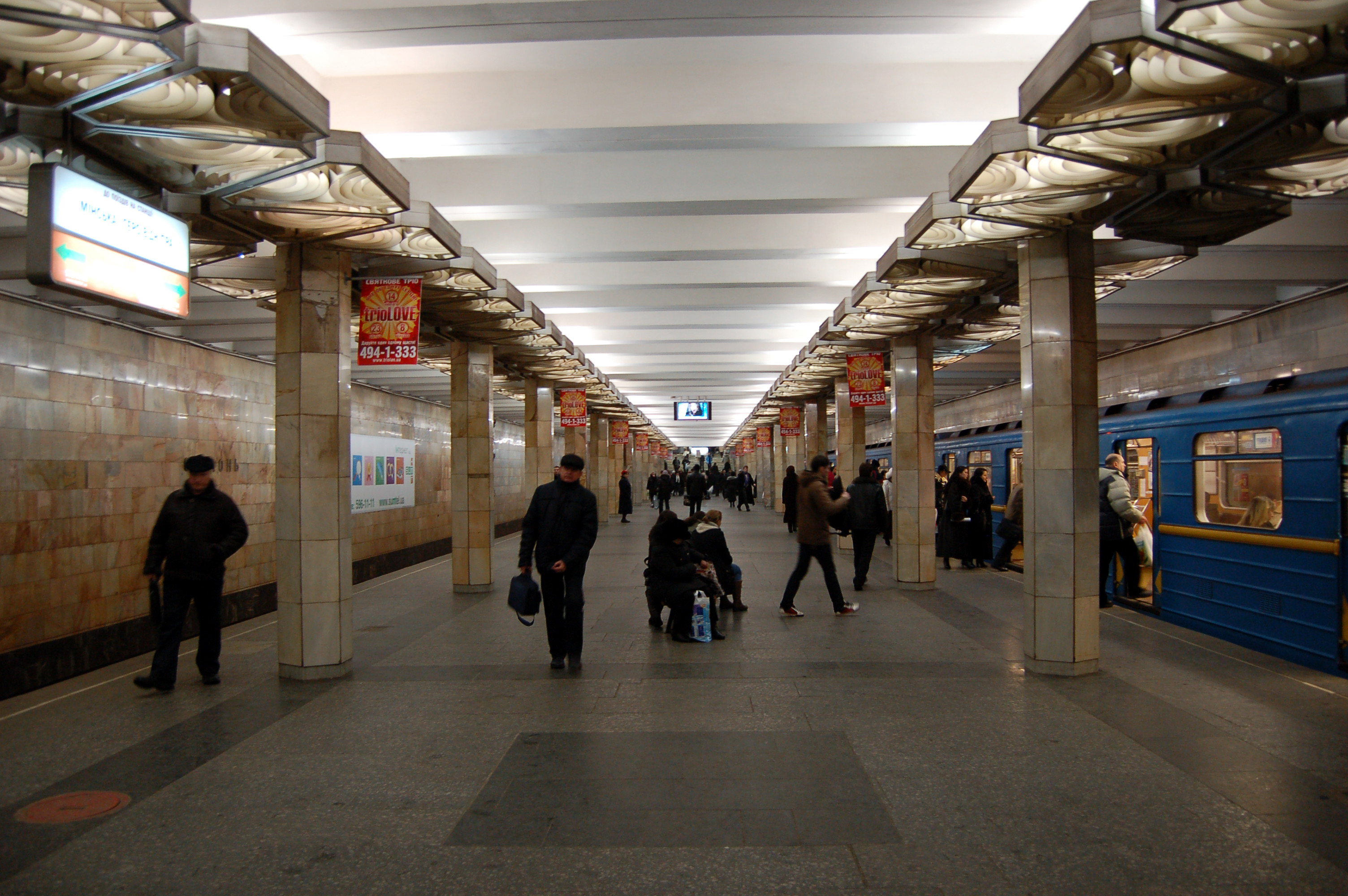
«Оболонь»
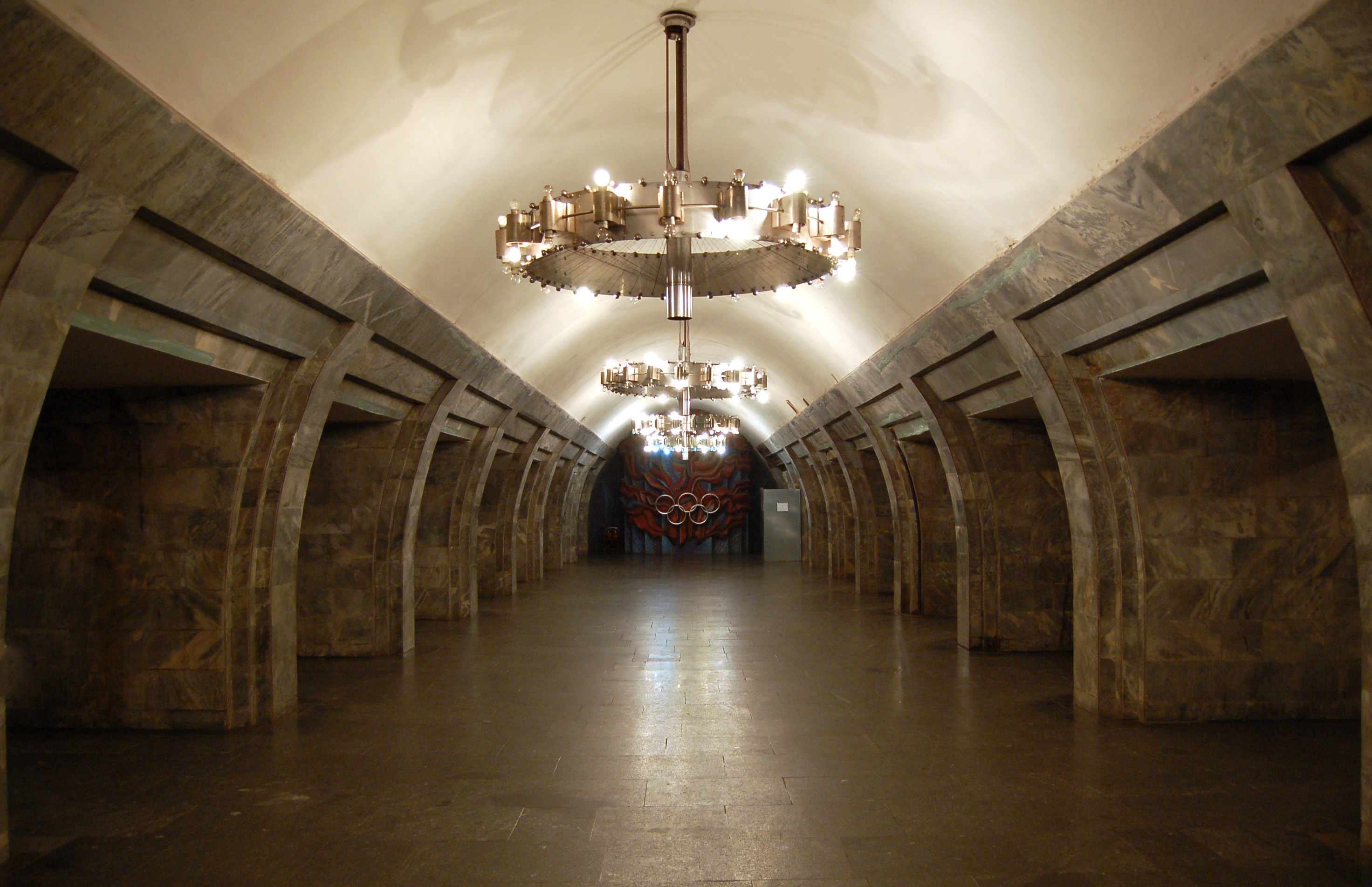
«Олімпійська»
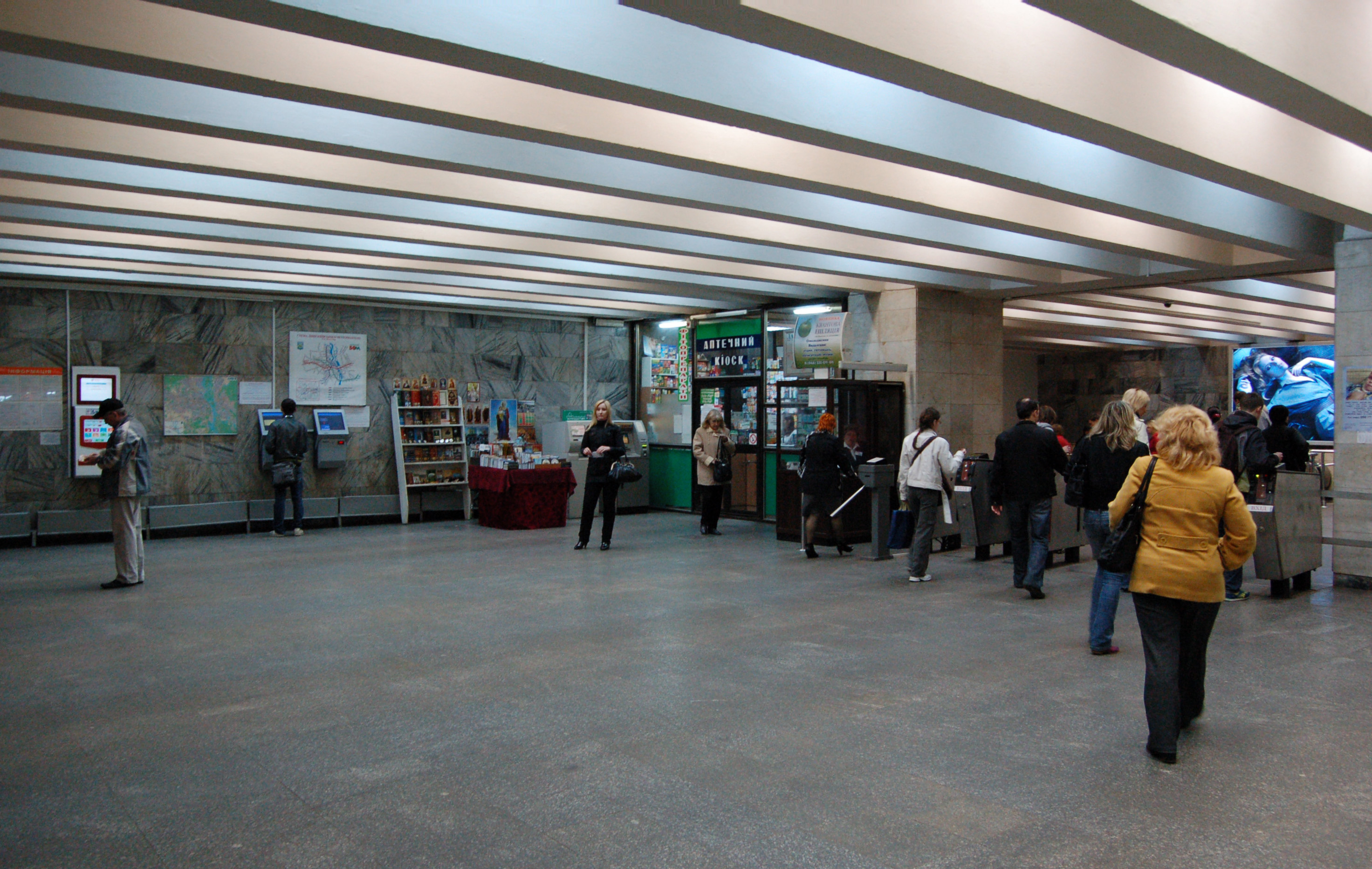
«Площа Льва Толстого» (нині Площа Українських Героїв) (вестибюль)
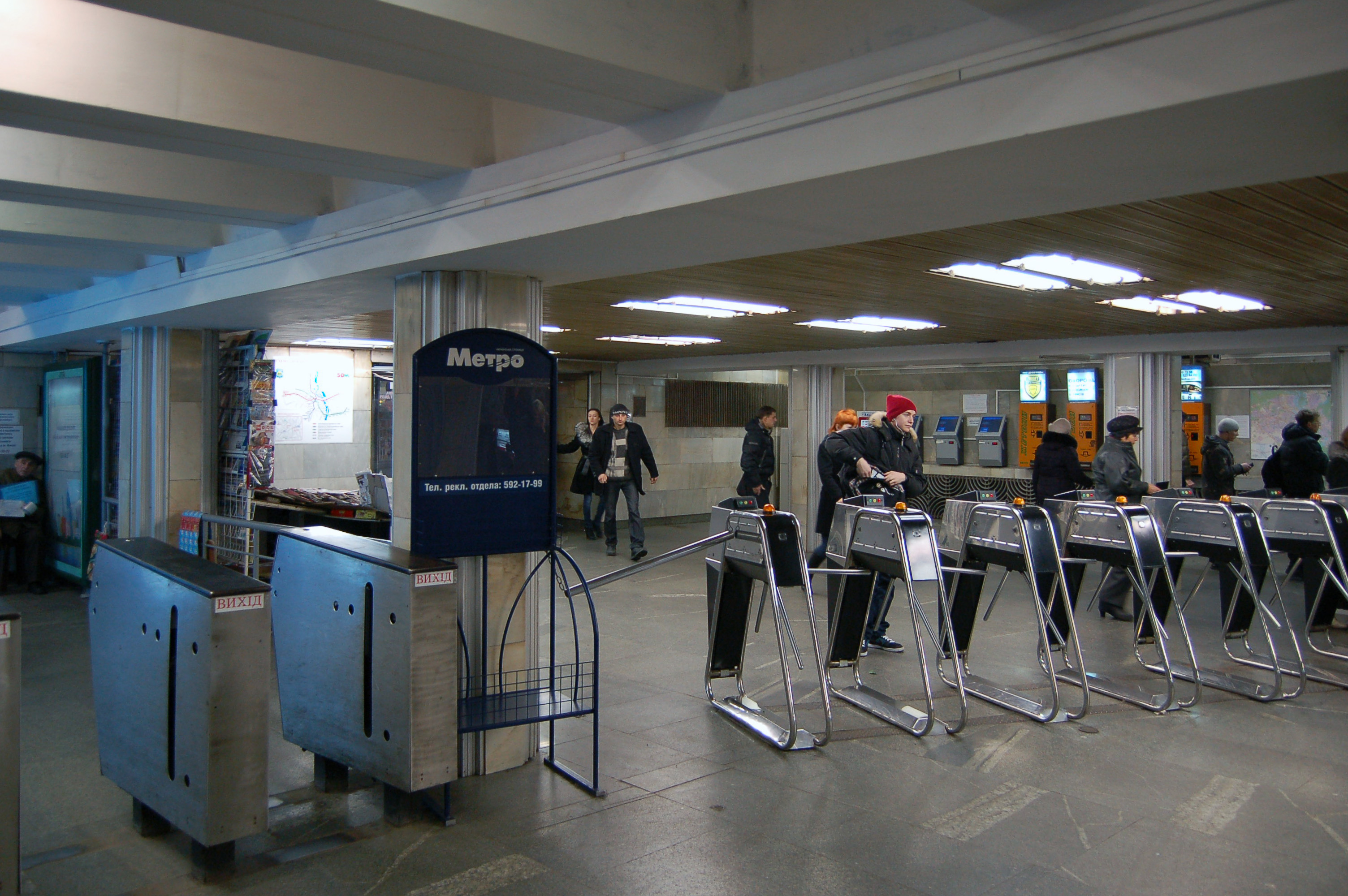
«Мінська» (вестибюль)
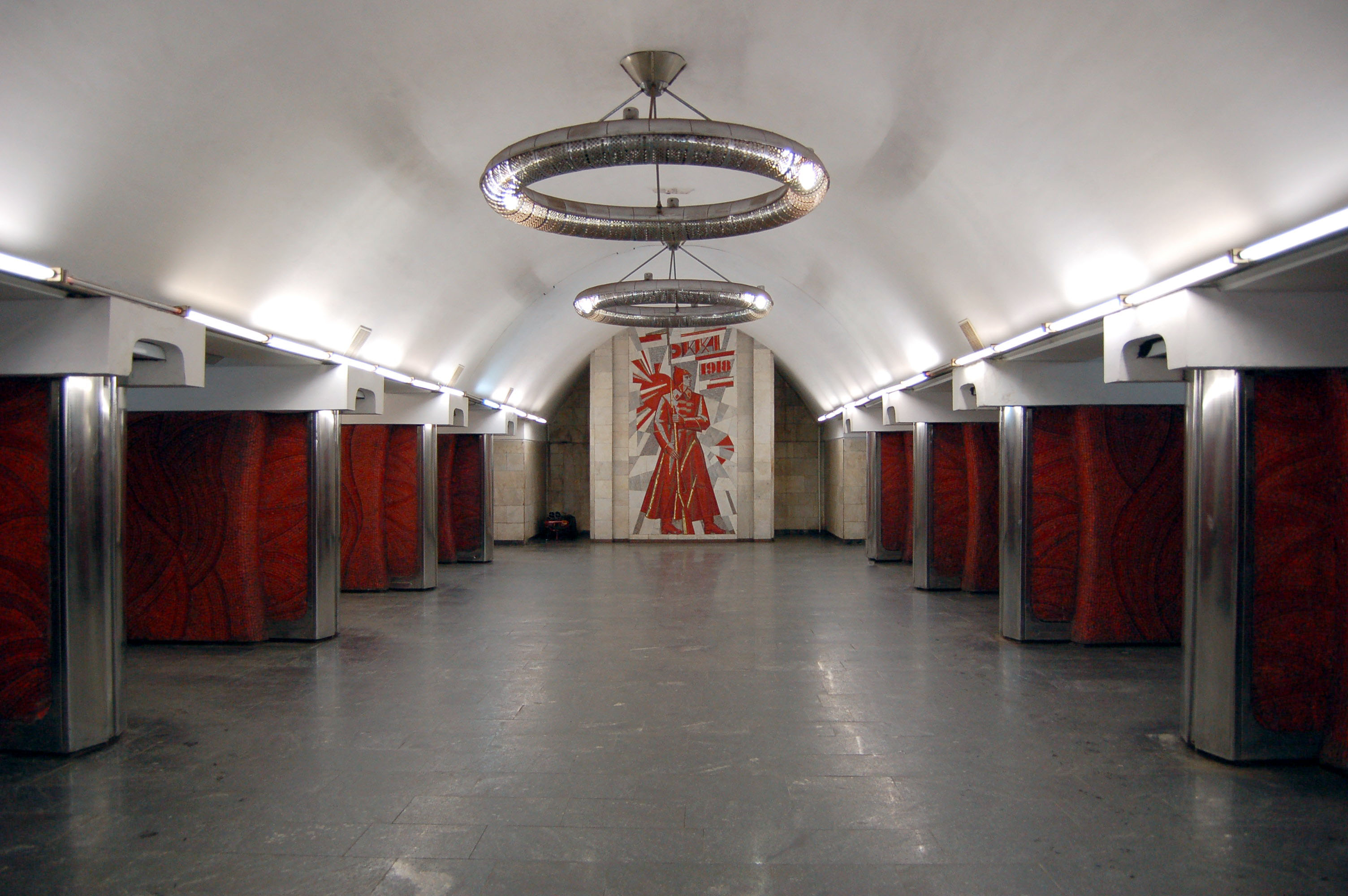

- «Палац „Україна“»
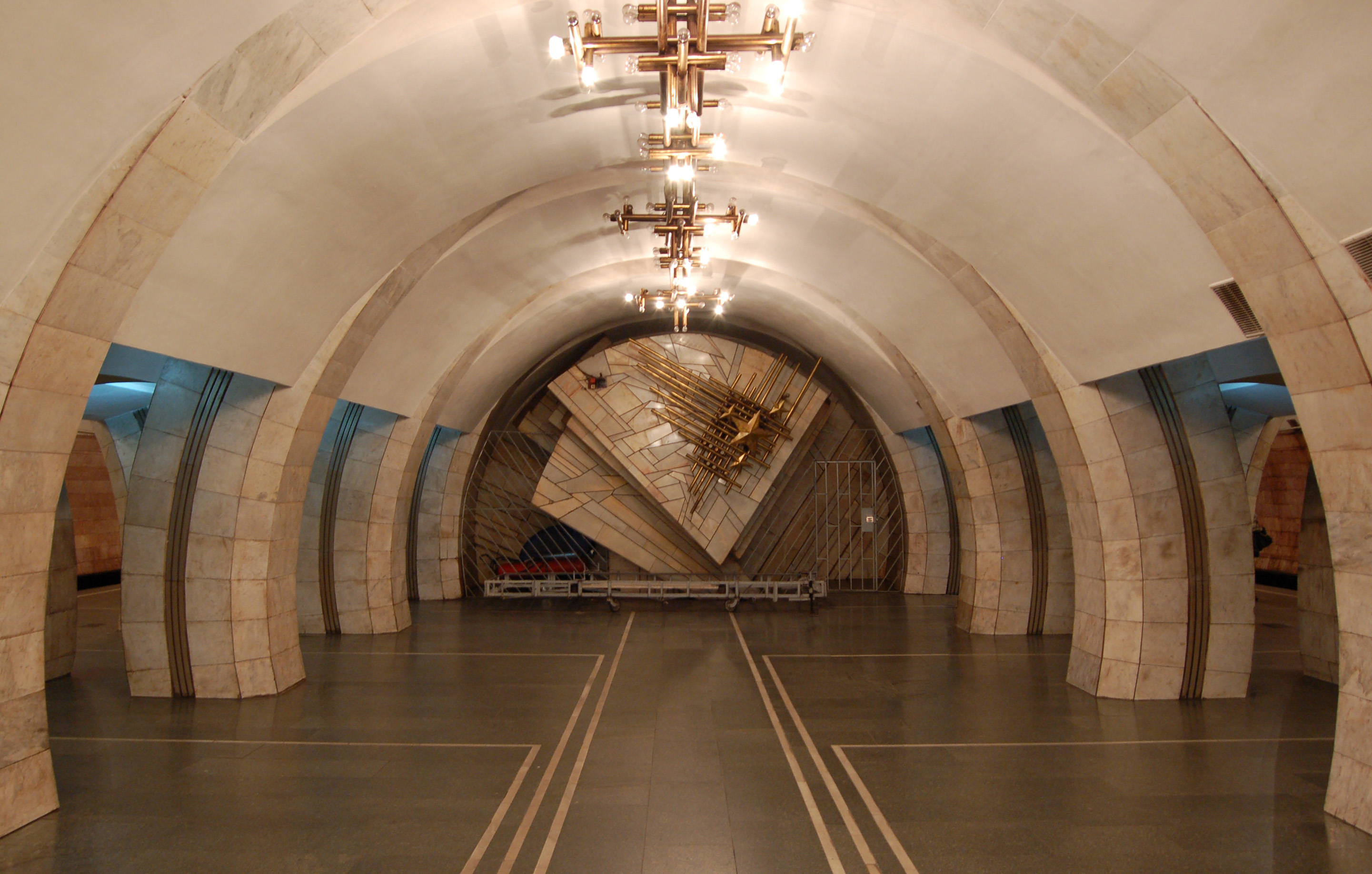
«Либідська»
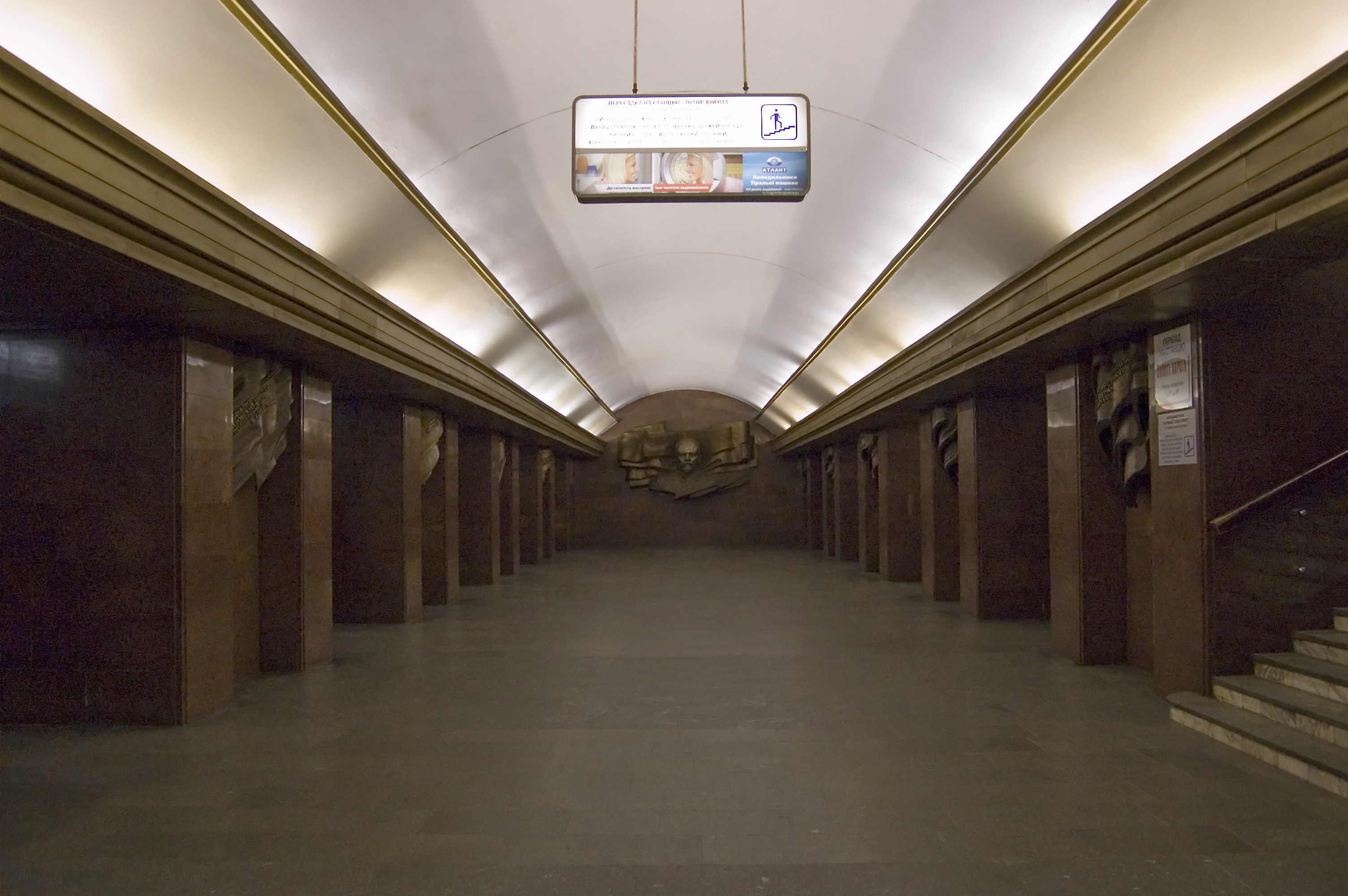
«Театральна»
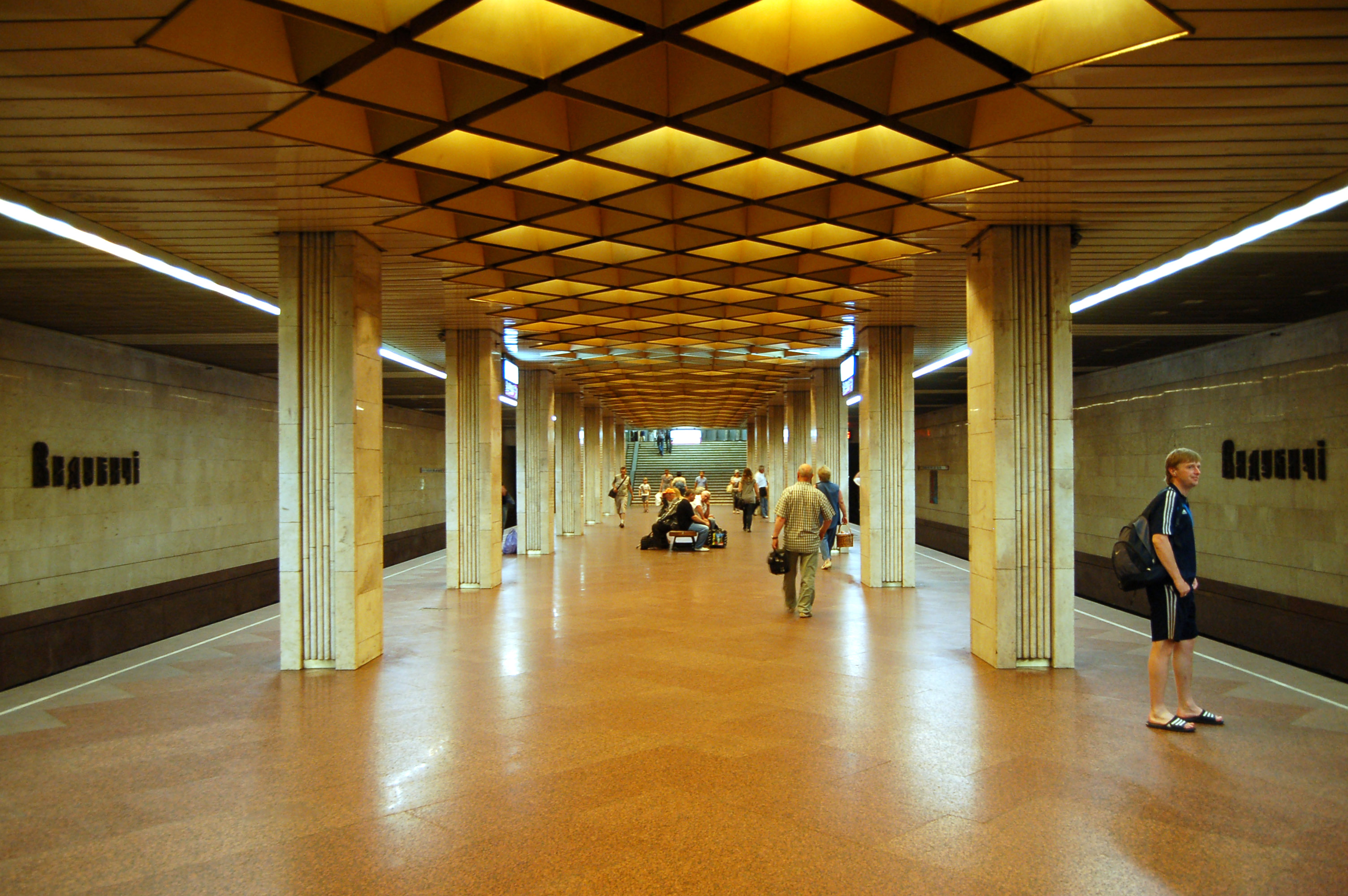
«Видубичі»
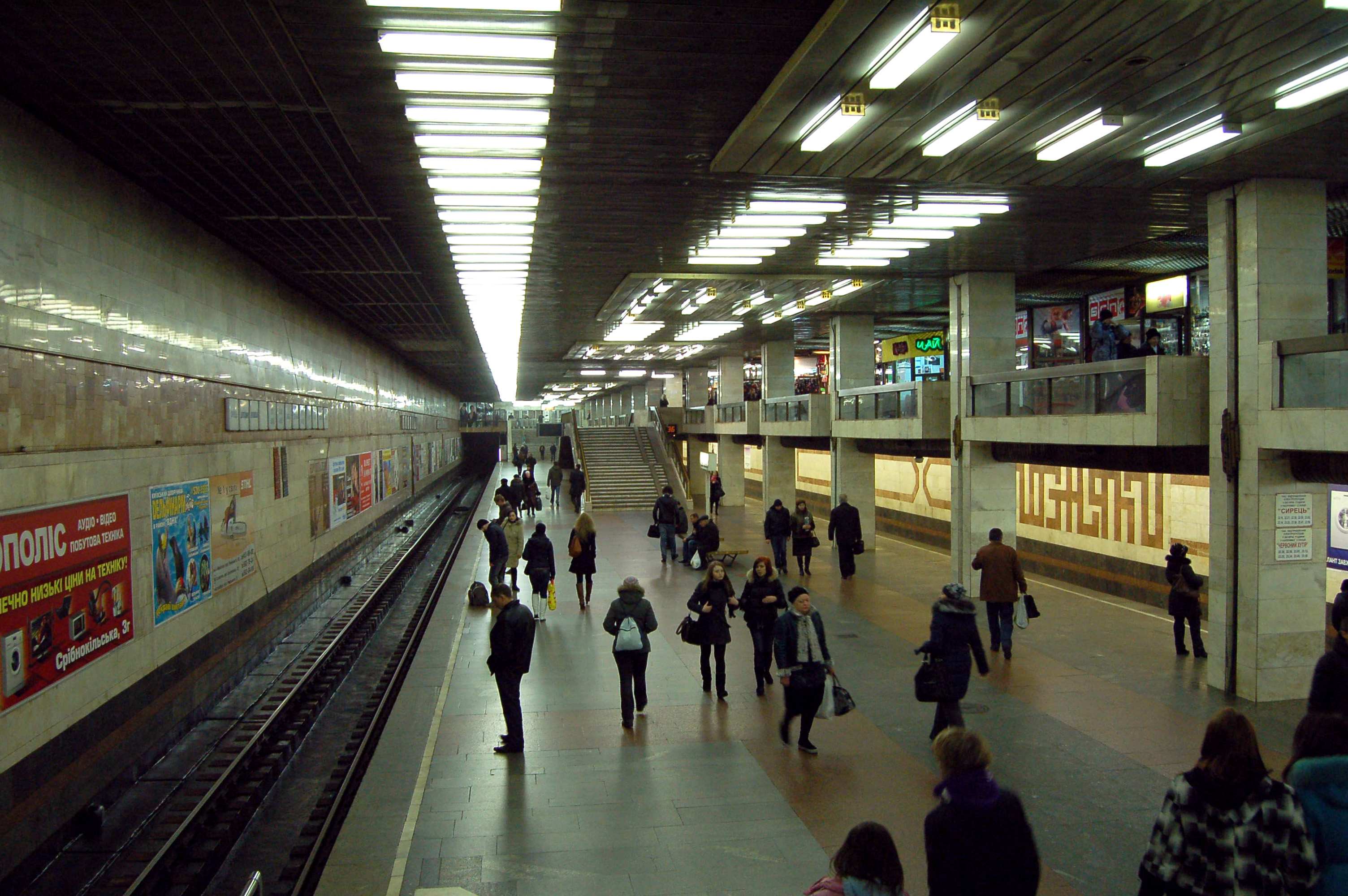
«Позняки»
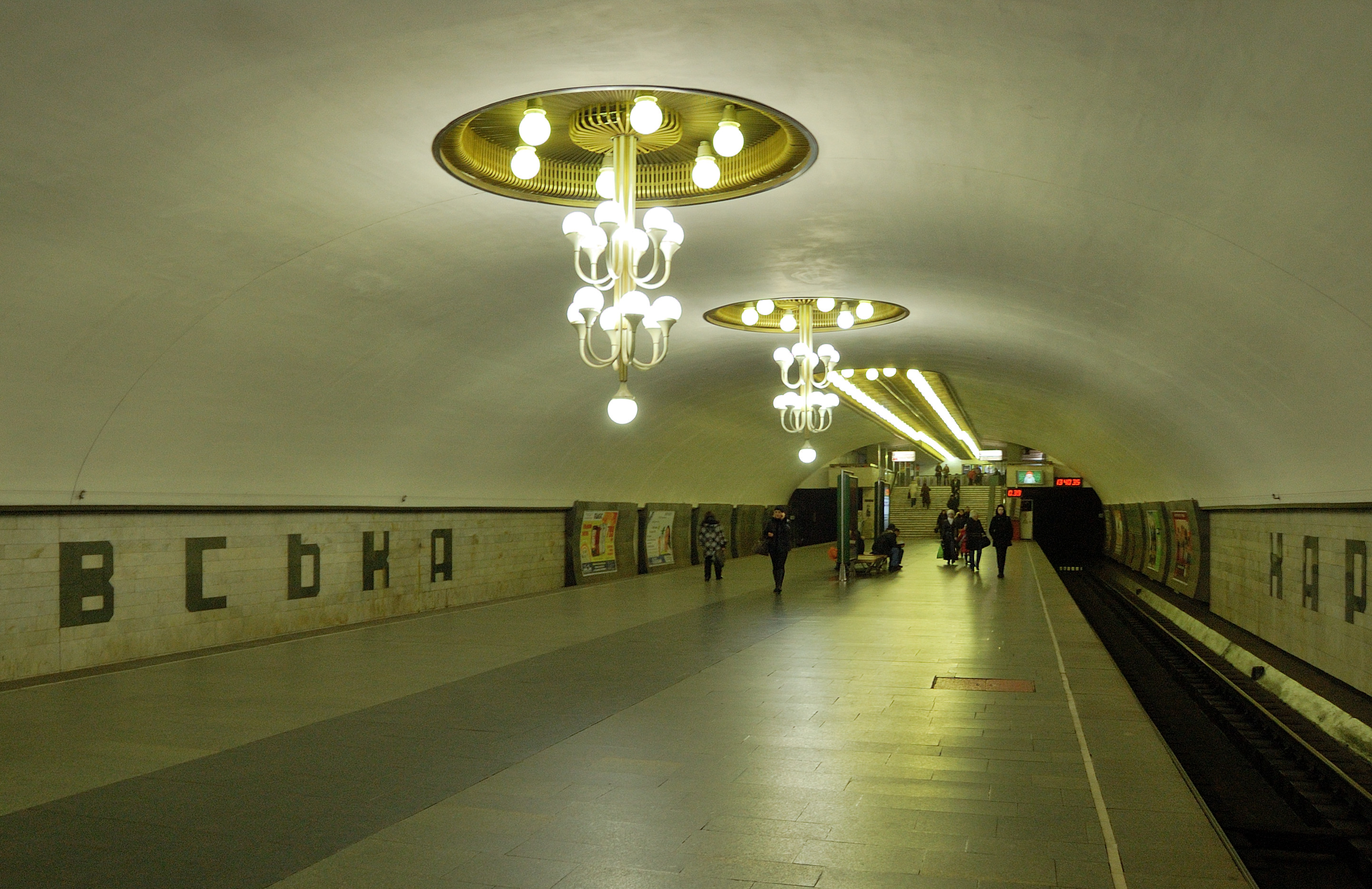
«Харківська»
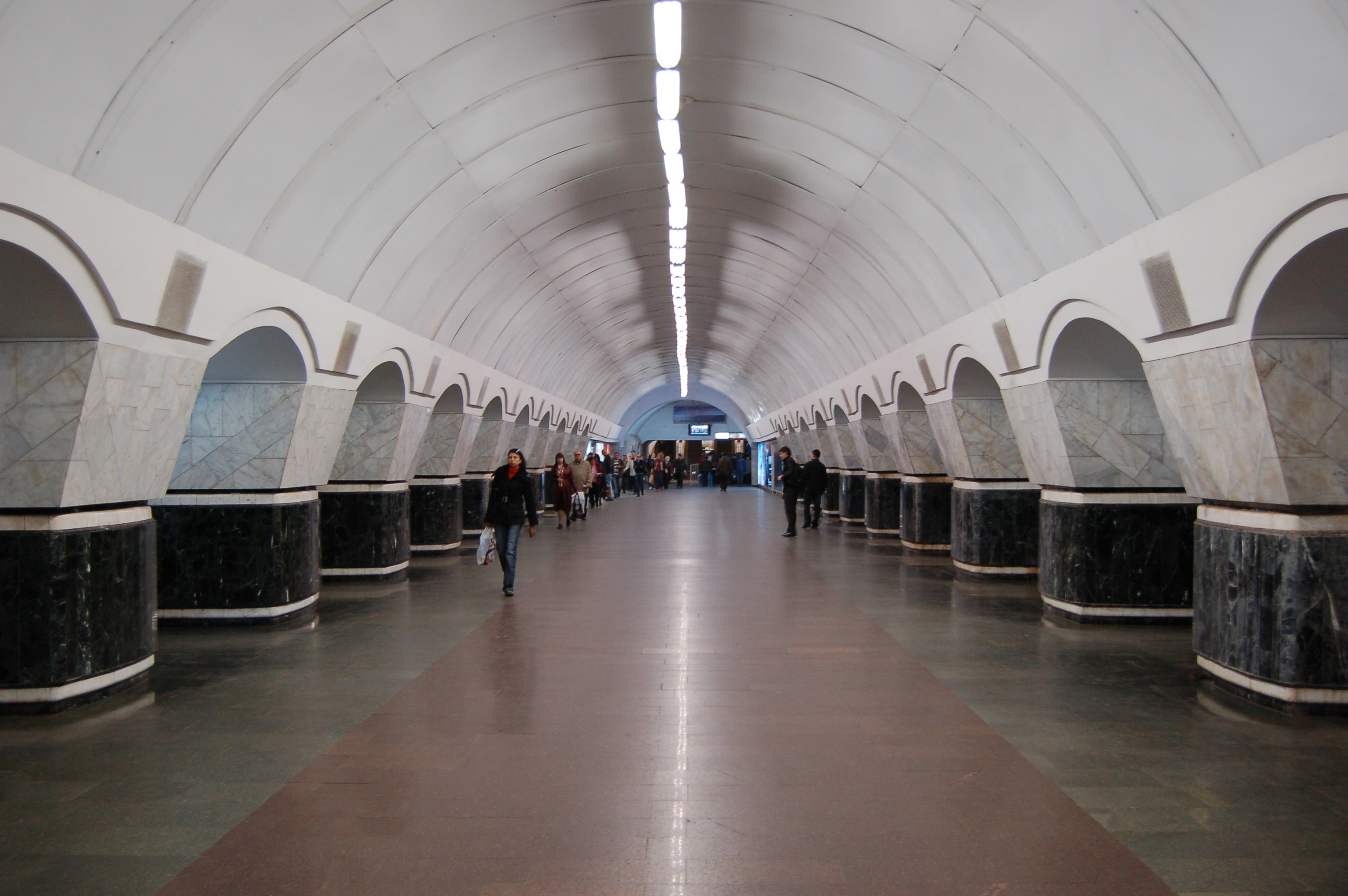
«Лук'янівська»
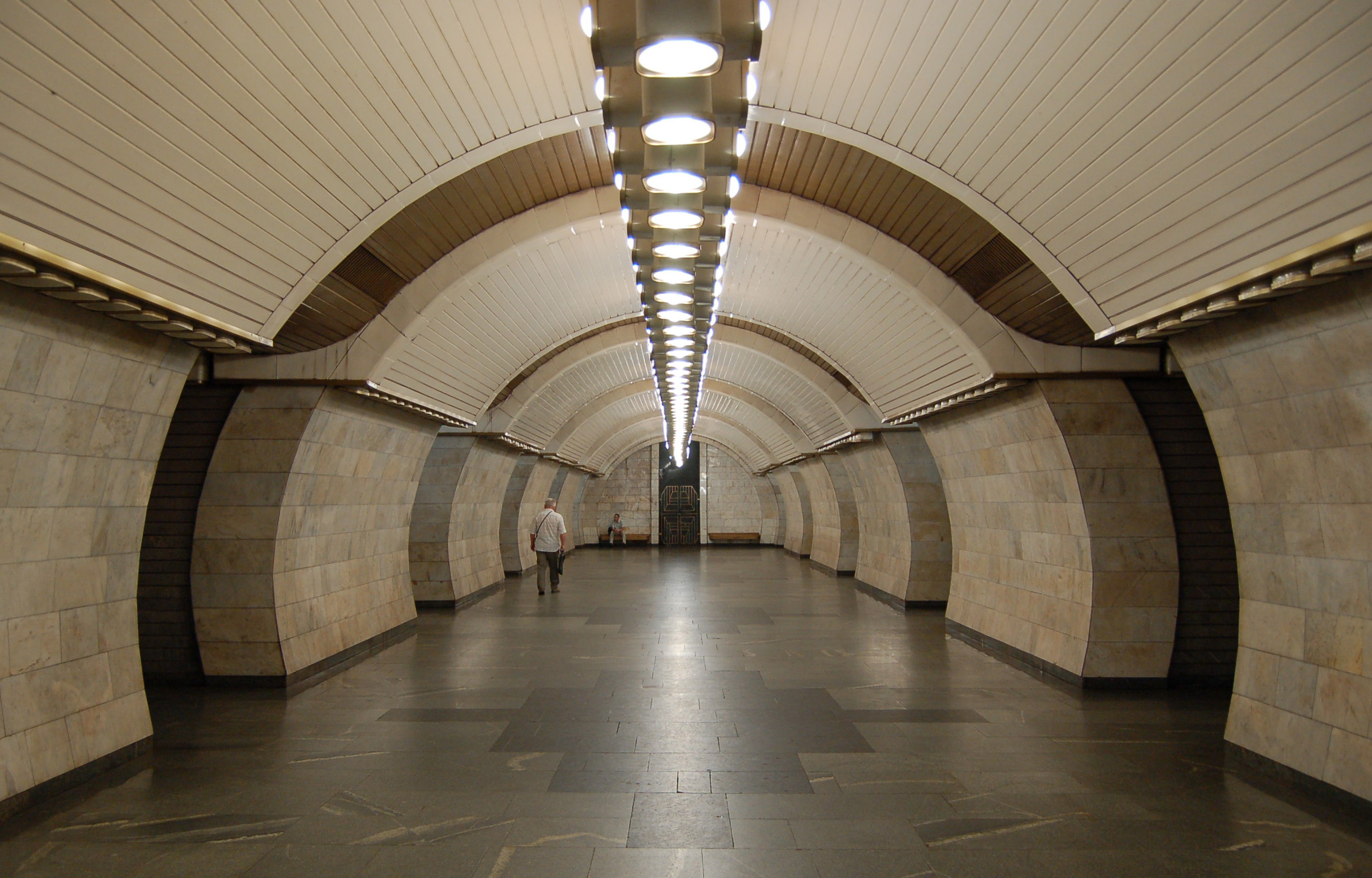
«Печерська»
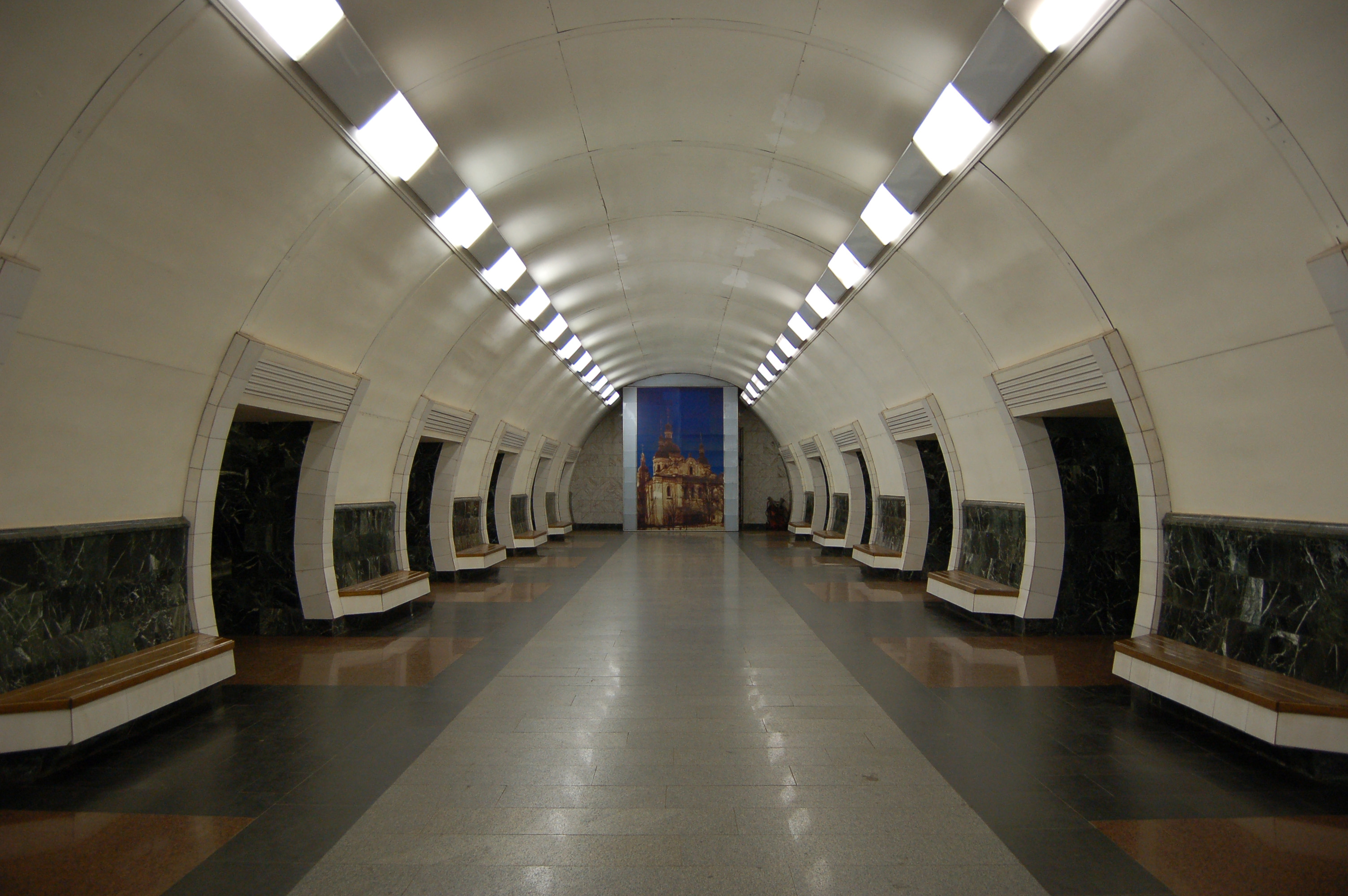
«Дорогожичі»
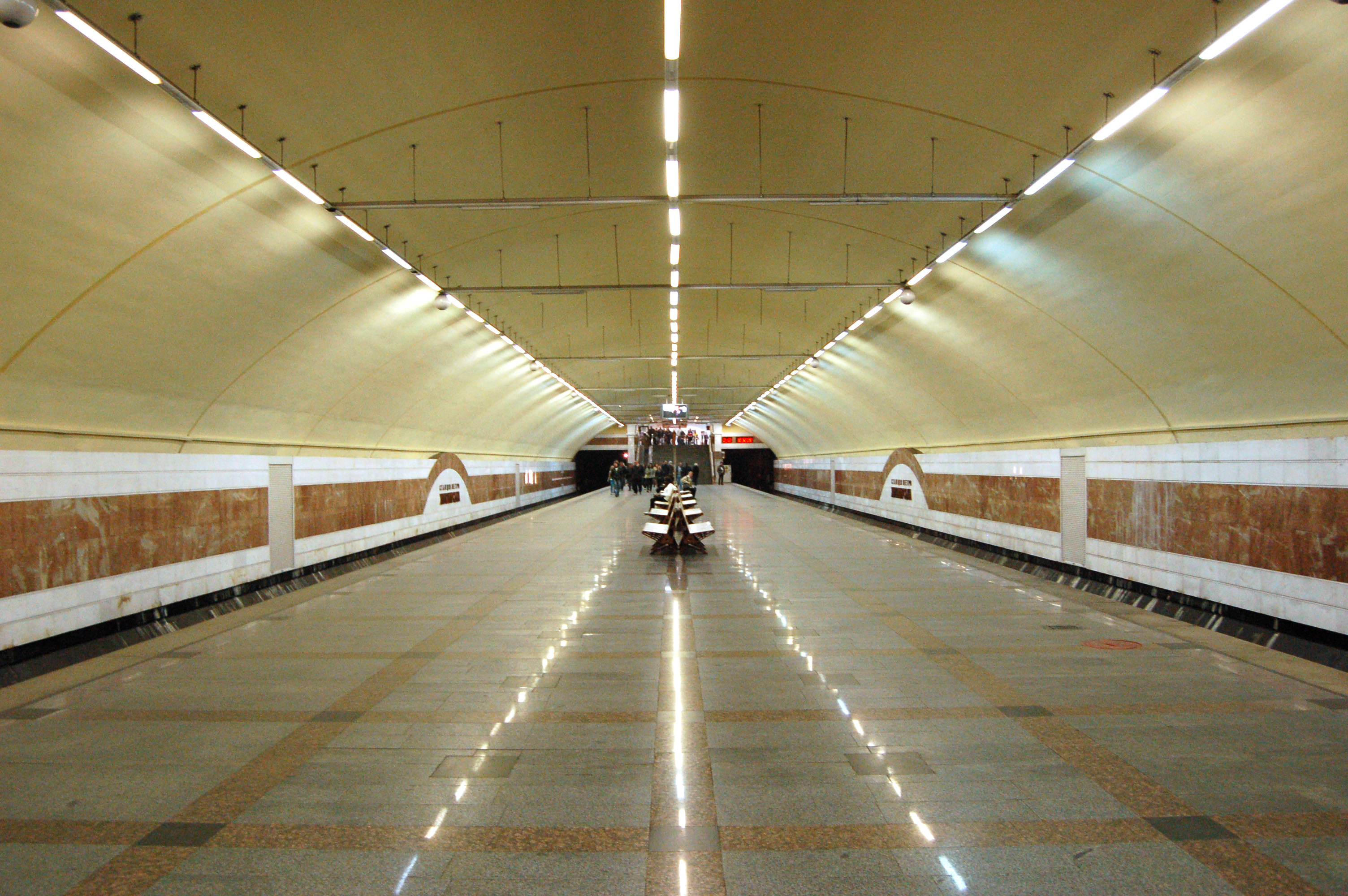
«Житомирська»
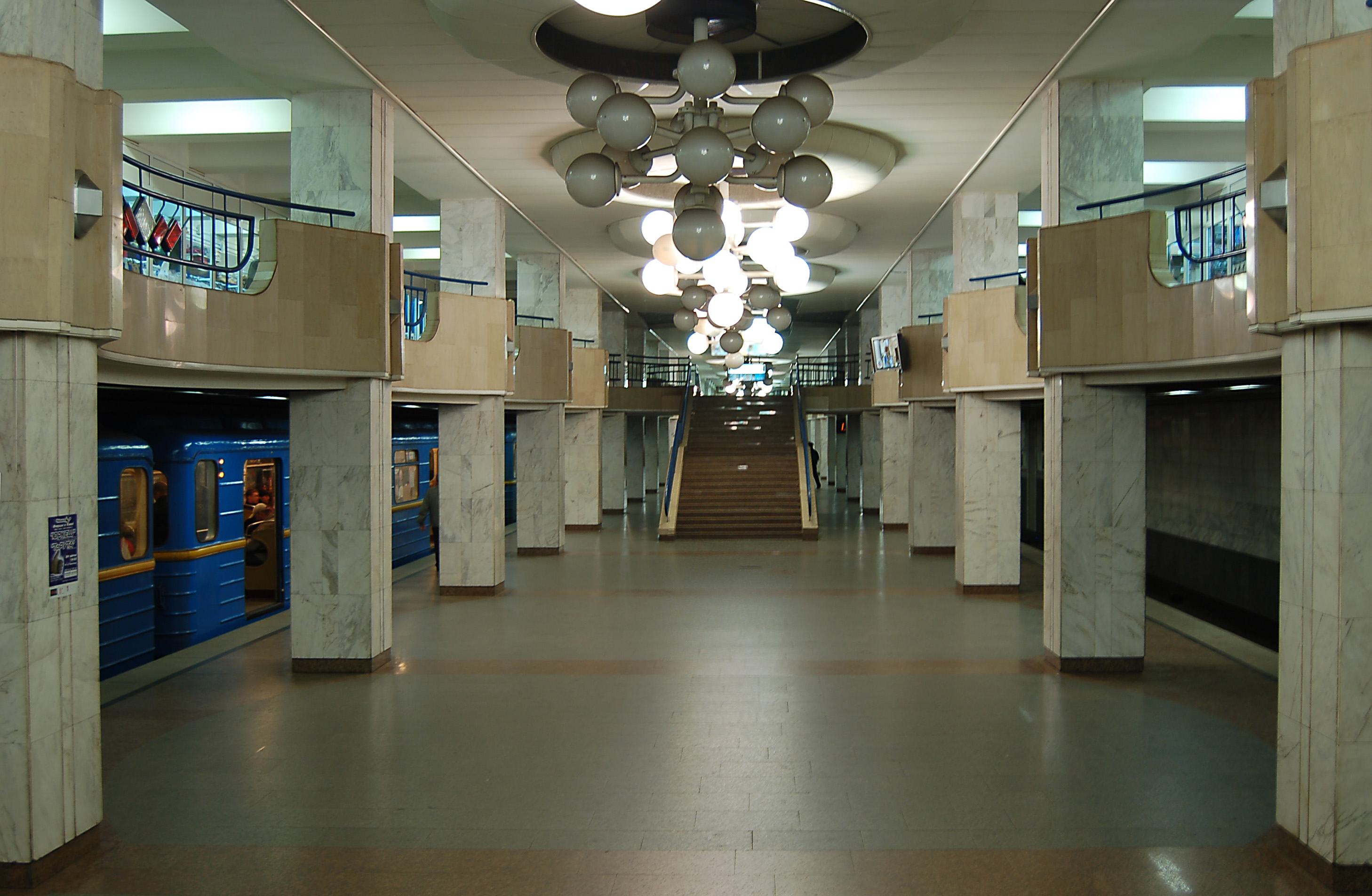
«Академмістечко»
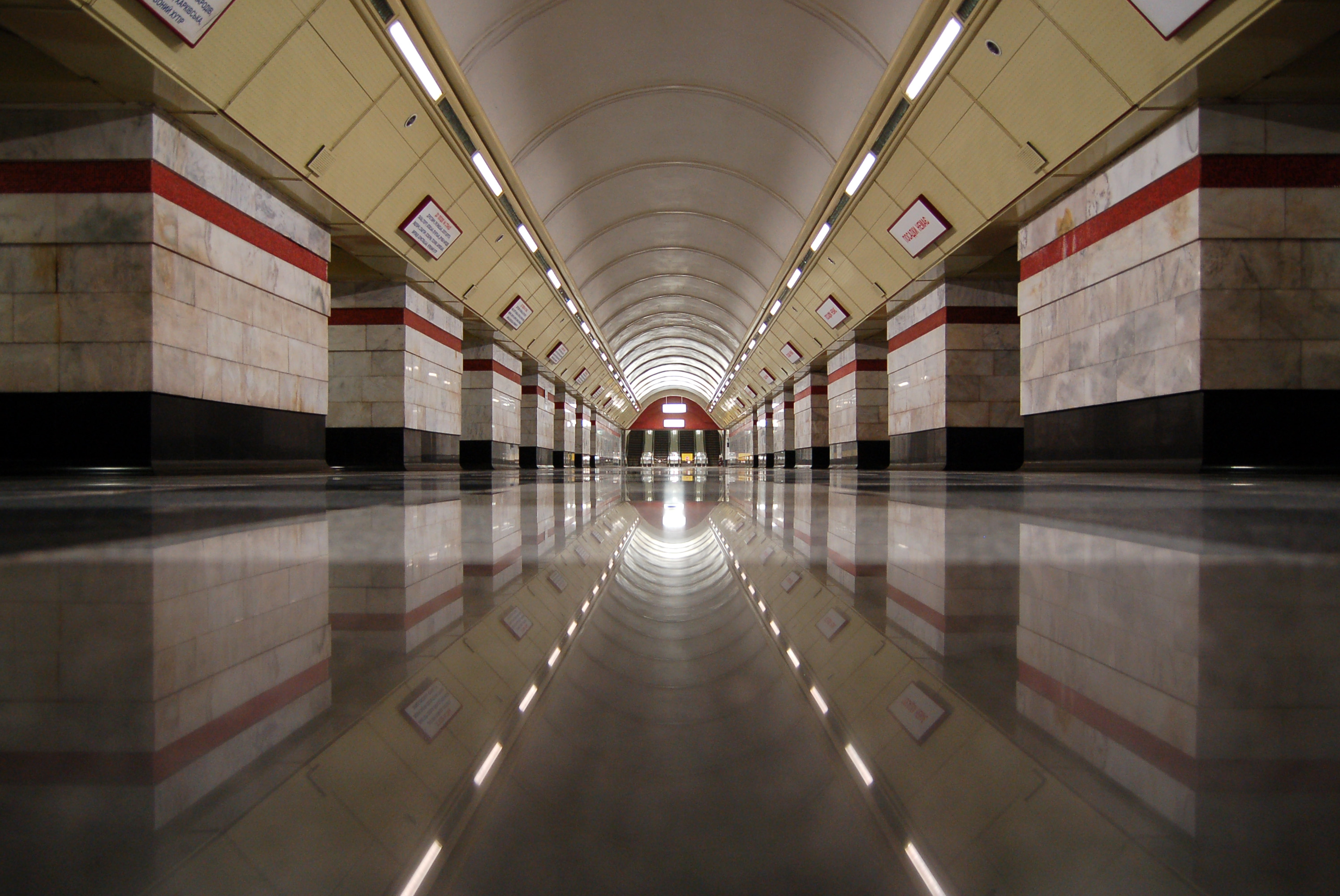
«Сирець»
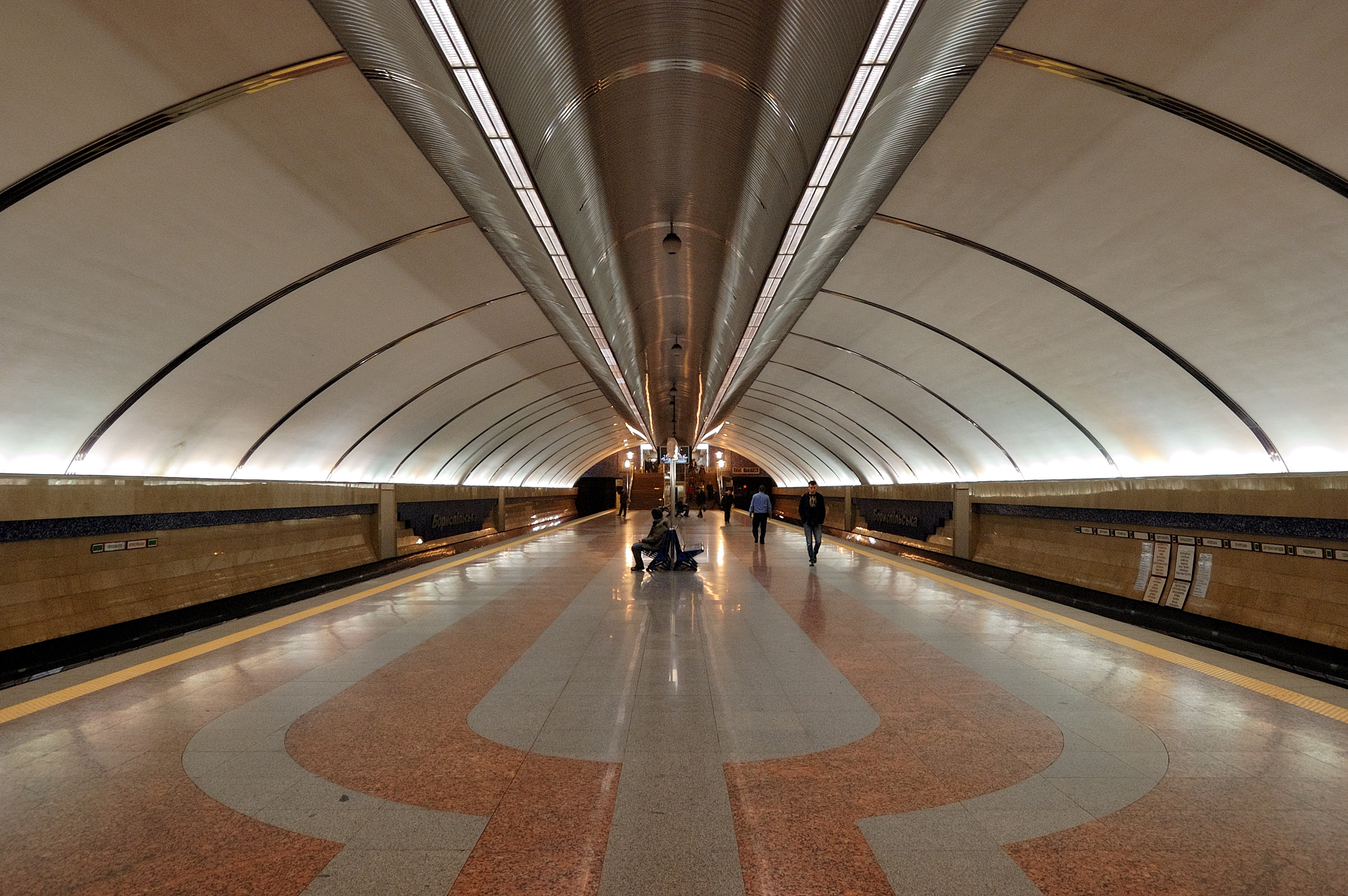
«Бориспільська»
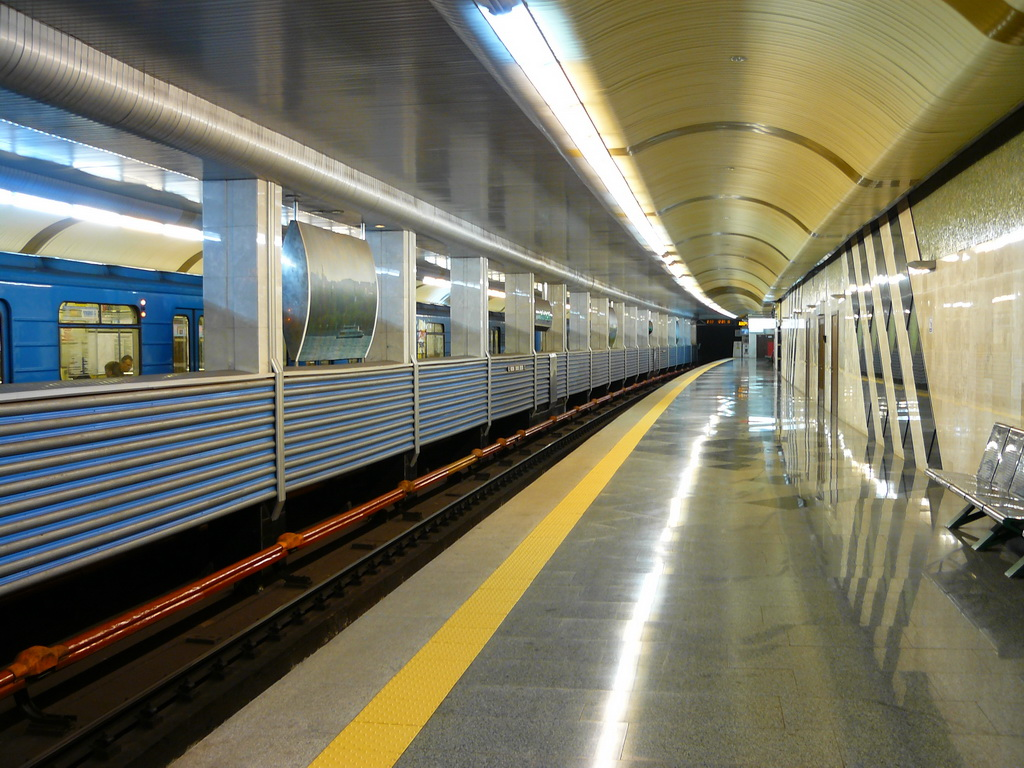
«Вирлиця»
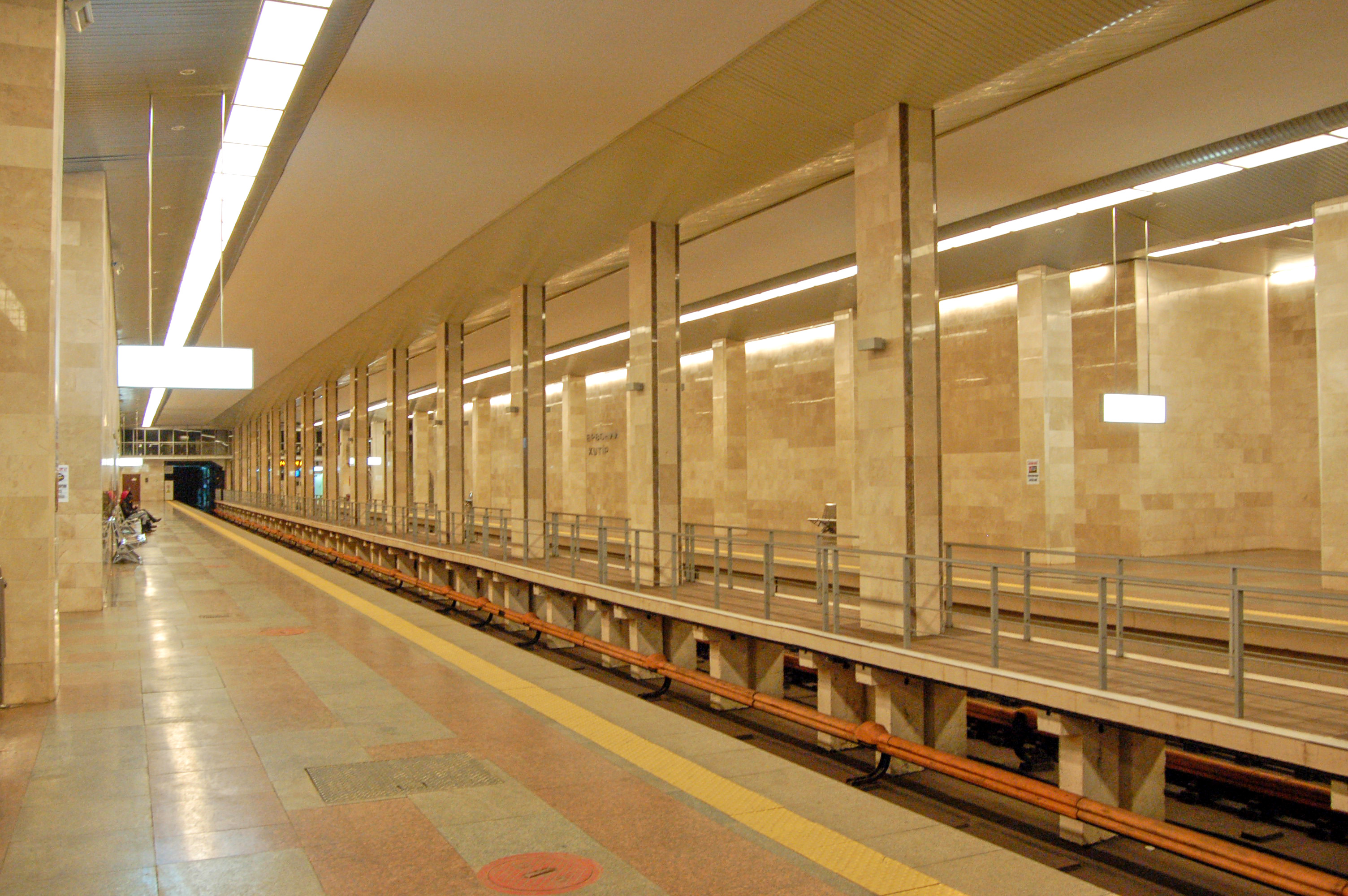
«Червоний хутір»
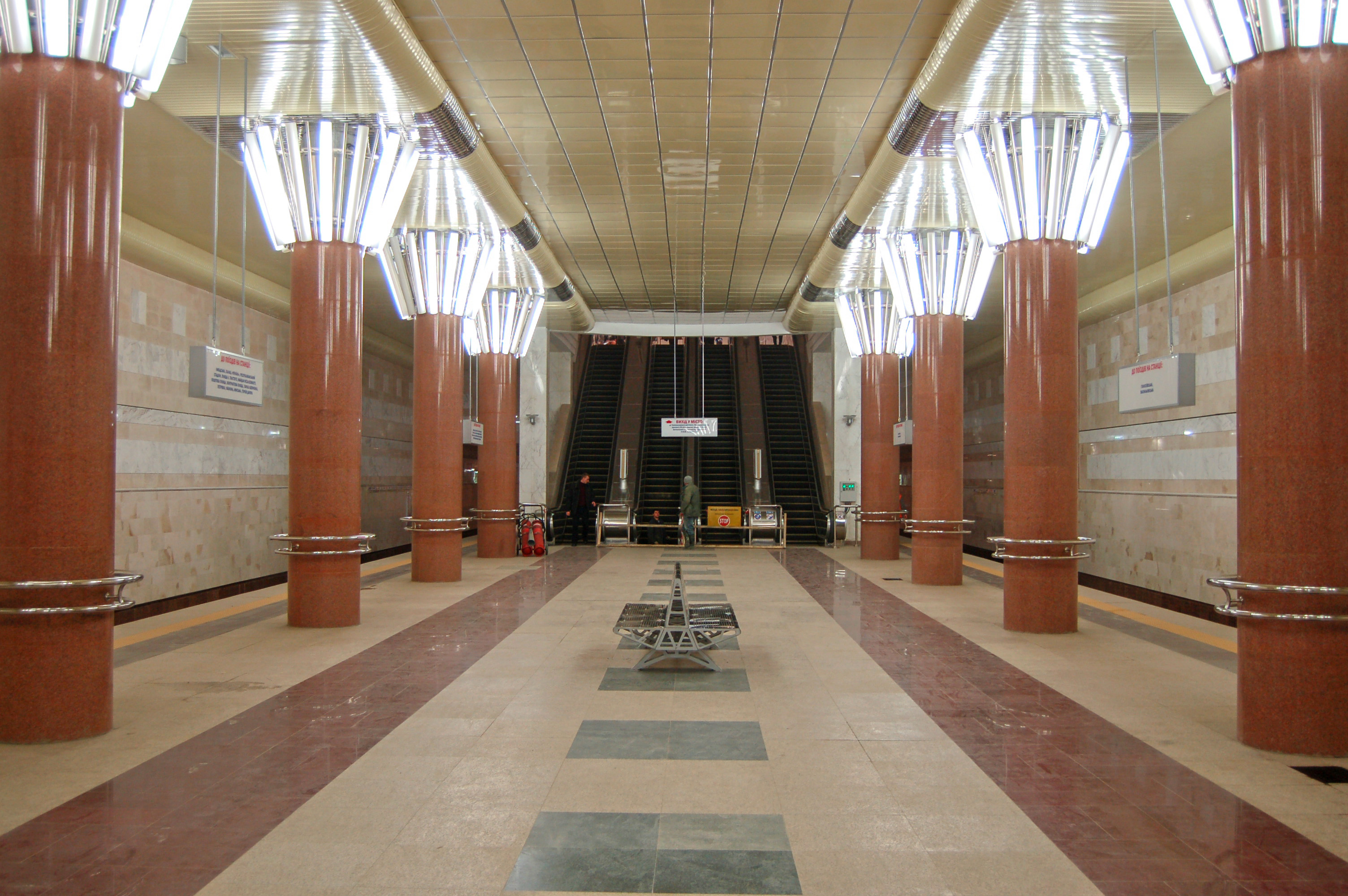
«Деміївська»
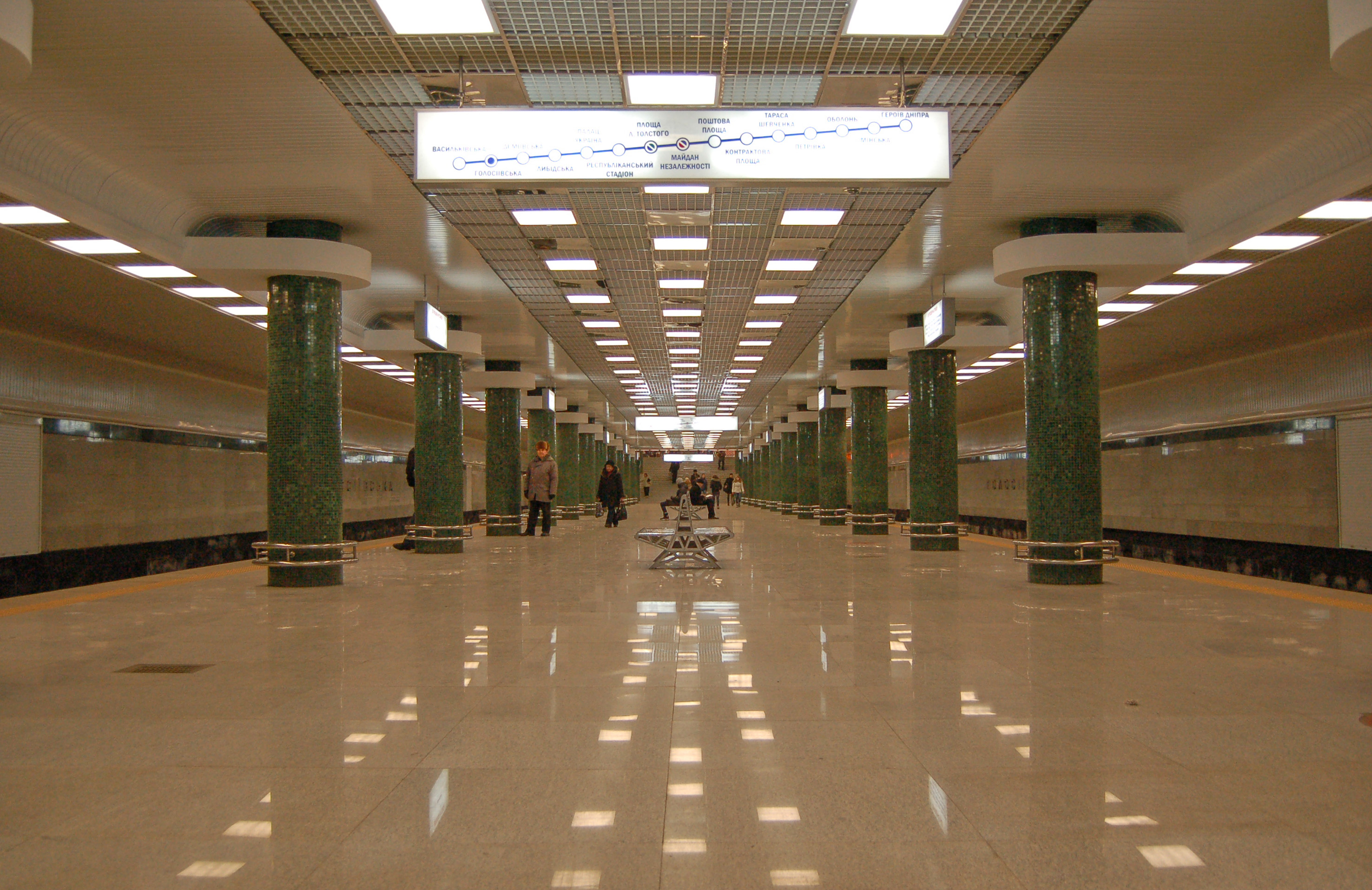
«Голосіївська»
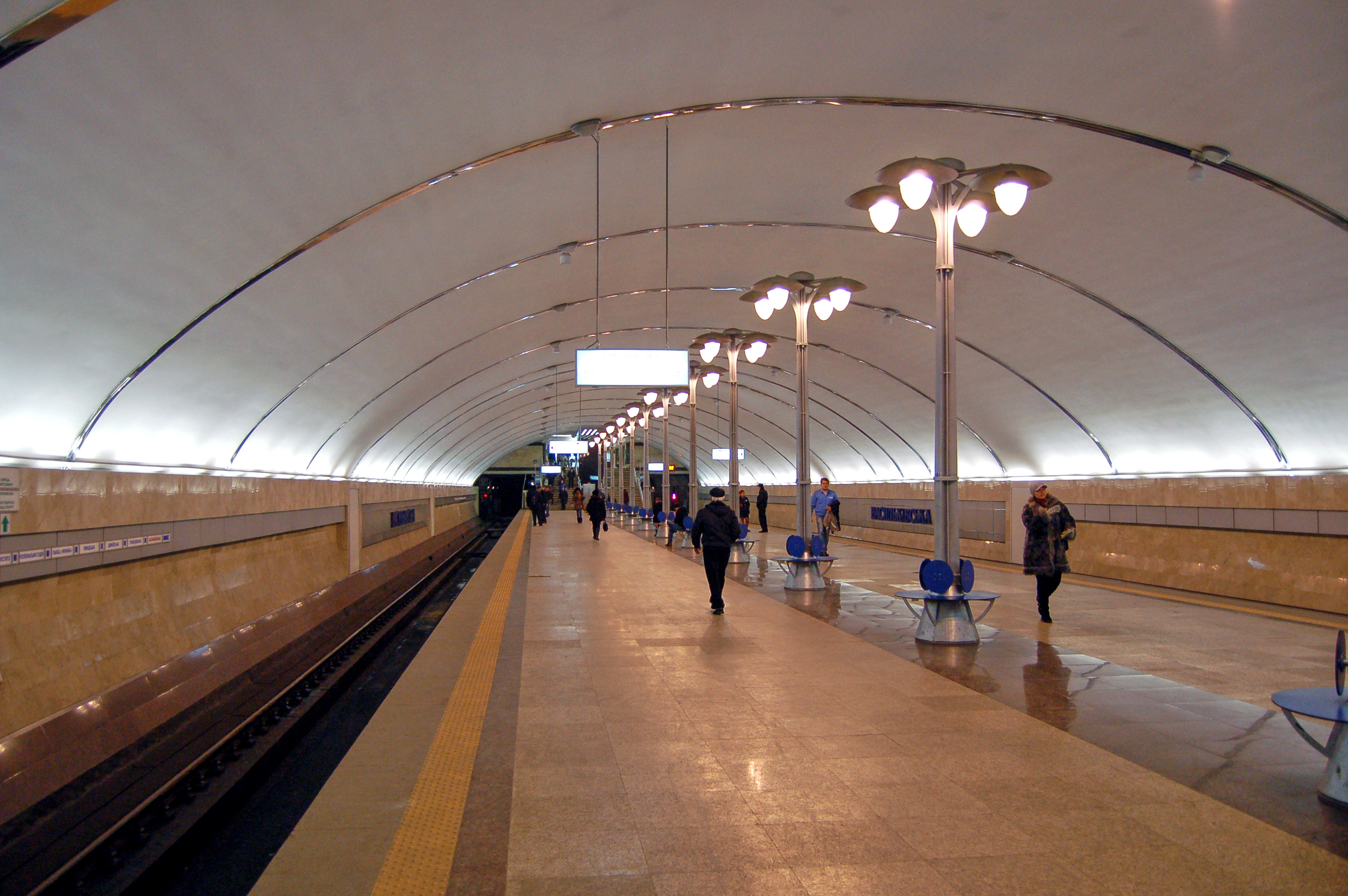
«Васильківська»
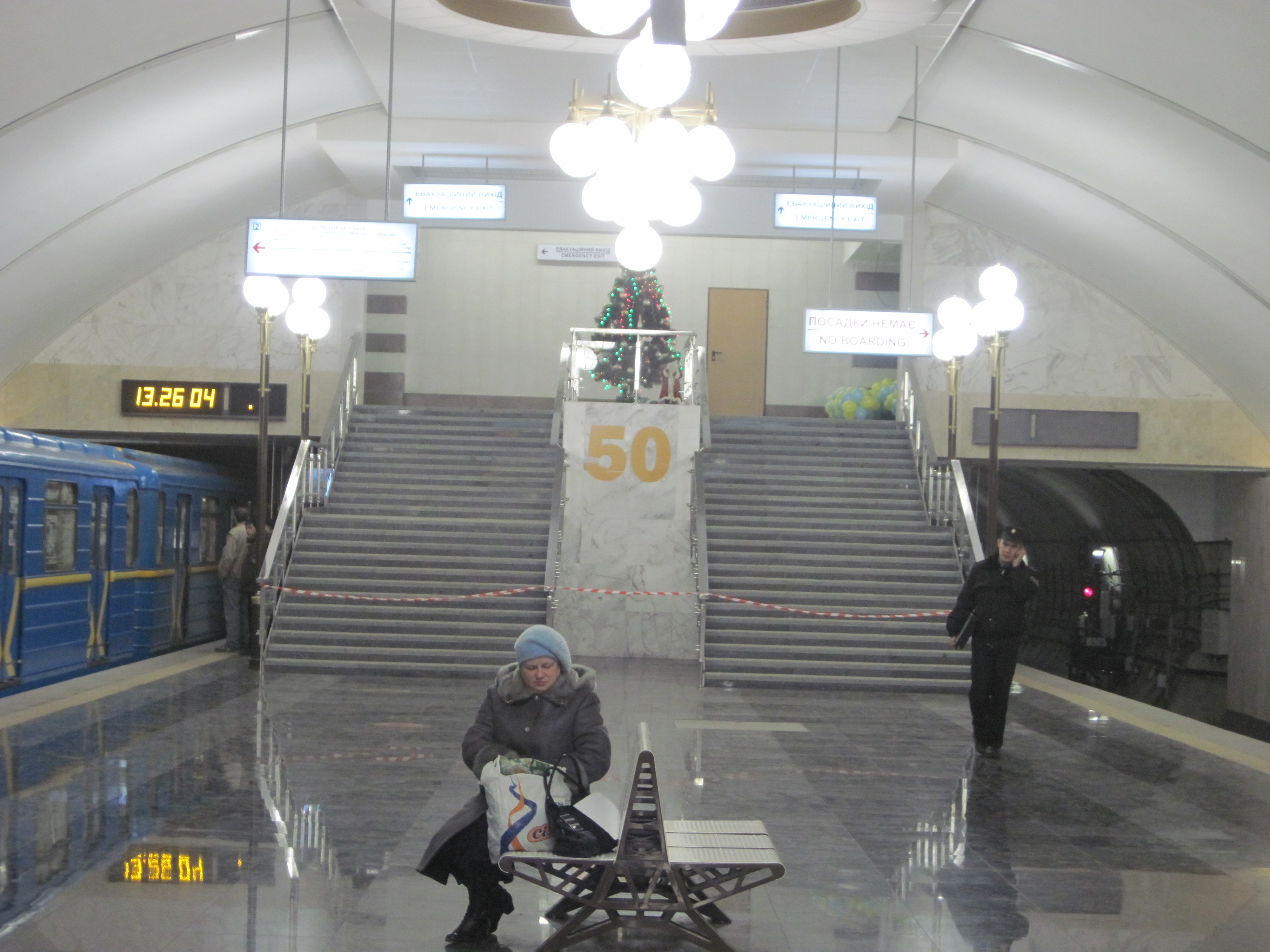
«Виставковий центр»
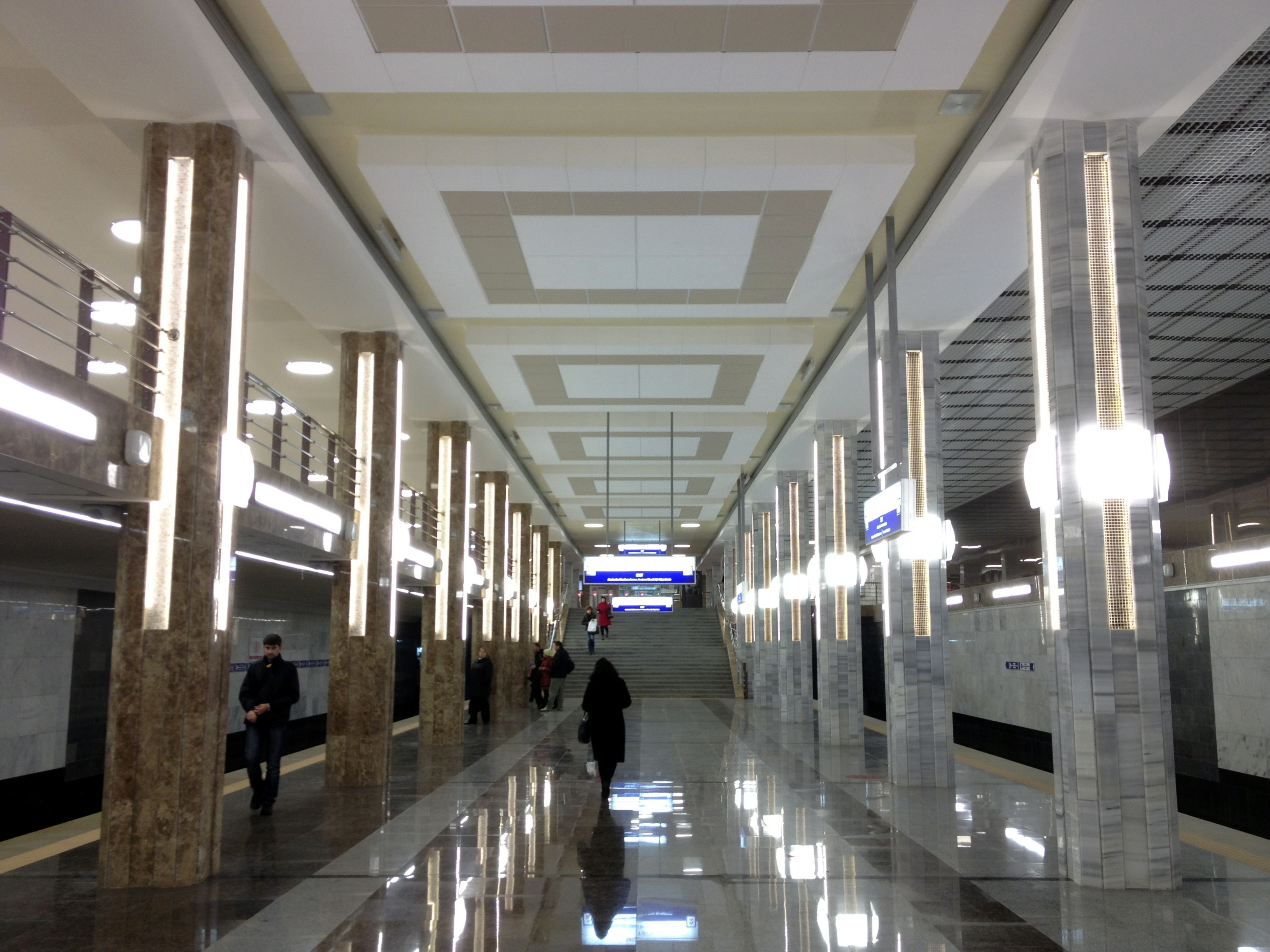
«Іподром»
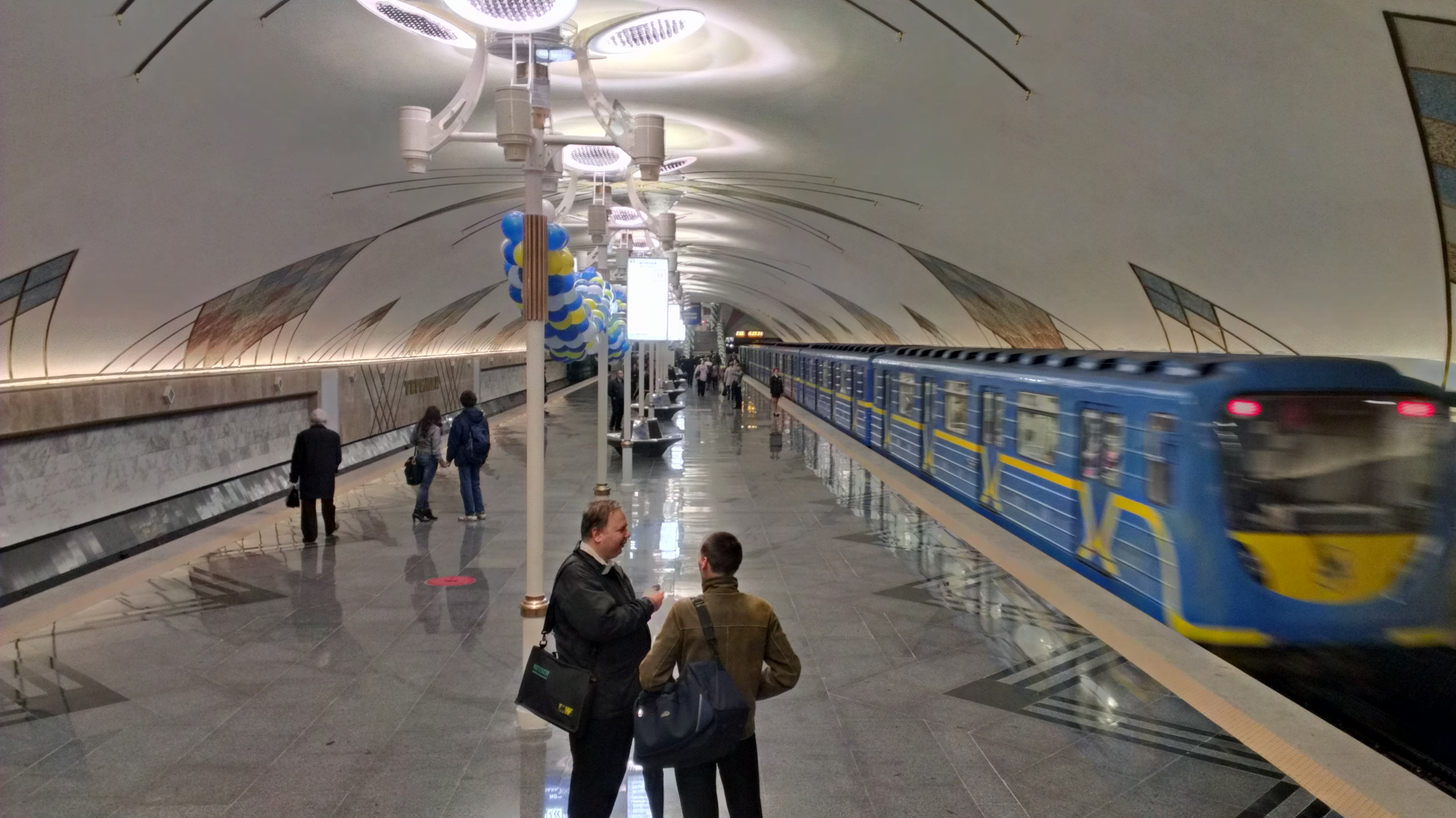
«Теремки»

## Публікації
- Инструкция по применению стеновых конструкций из эффективной керамики» (РСН 71-61) / сост. И. А. Рохлин, М. И. Каракурчи, И. Н. Майборода, при участии Т. А. Целиковской. — К. : [б. и.], 1962. (рос.)
- Заремба Ф. М., Целиковская Т. А.  Киевский метрополитен. — К. : Будівельник, 1976. — 96 с., ил. (рос.) (укр.) (англ.)
- Заремба Ф. М., Целиковская Т. А., Марченко М. В. Киевский метрополитен. — Изд. 2-е. — К. : Будівельник, 1980. — 168 с., ил. (рос.) (укр.)